# Pintura barroca de España

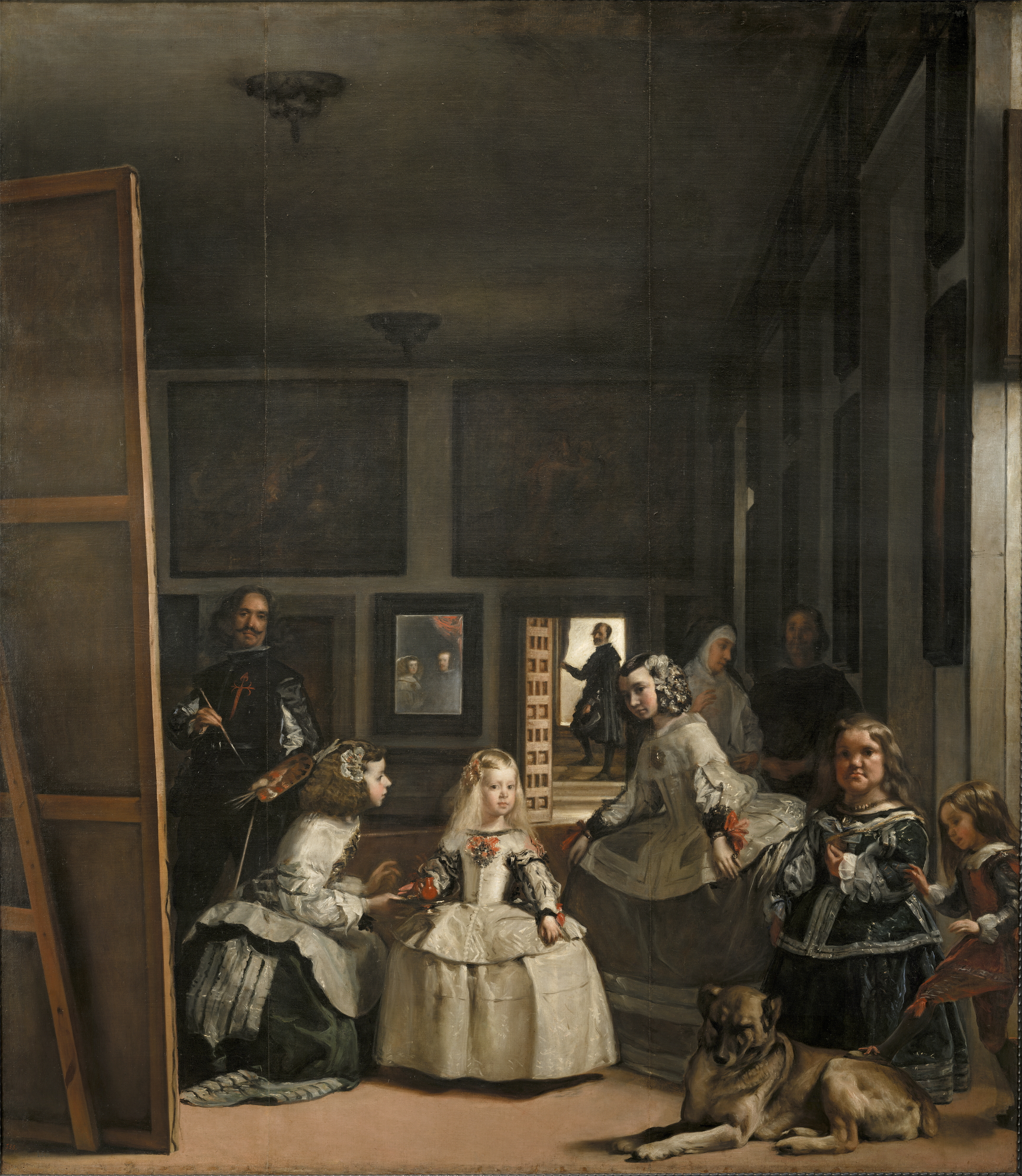
Diego Velázquez: Las Meninas o La familia de Felipe IV, 1656, óleo sobre lienzo, 310 cm × 276 cm, Museo del Prado.

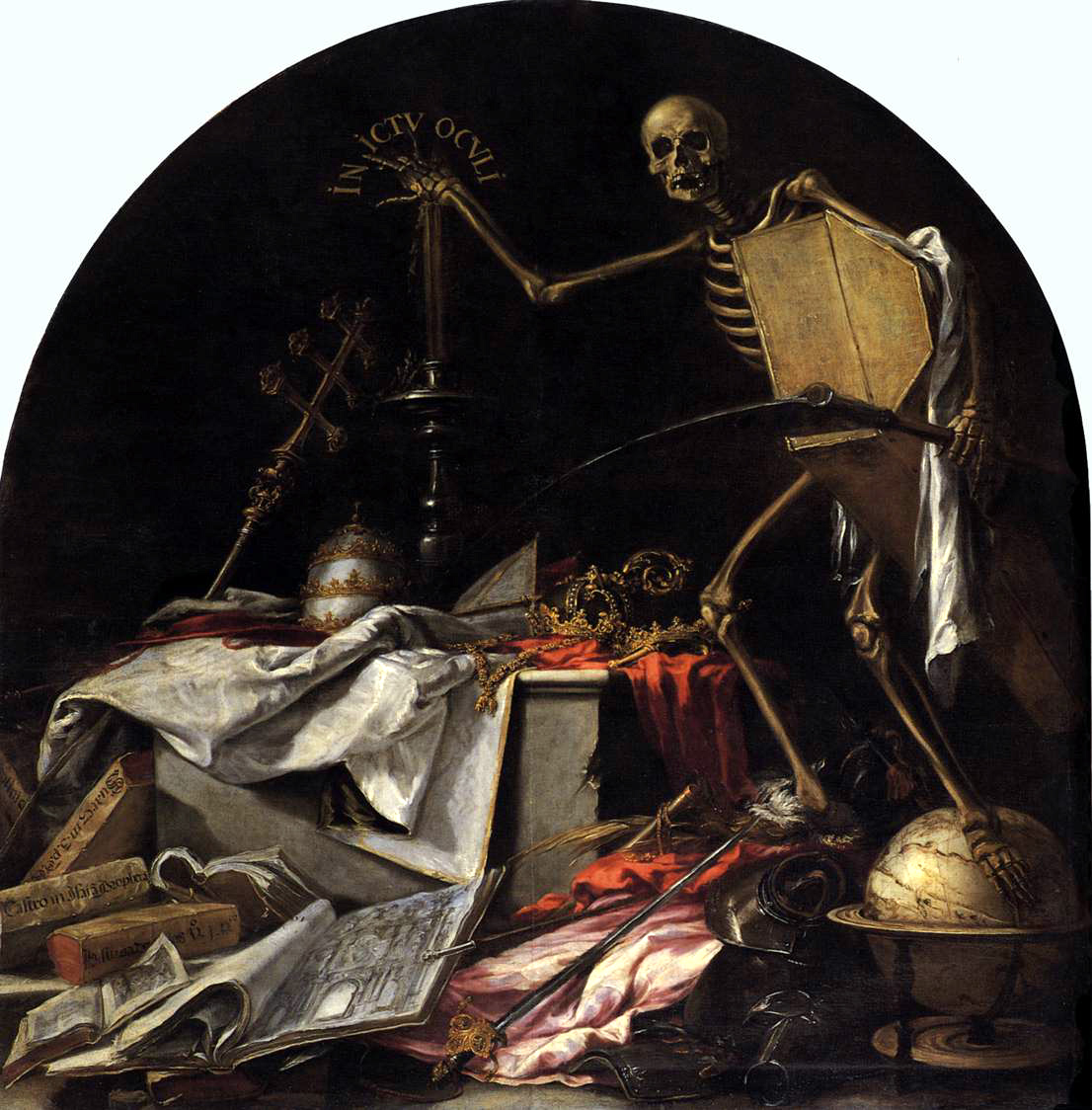
Juan de Valdés Leal: In ictu oculi, una de las Postrimerías, 1672, óleo sobre lienzo, 220 cm x 216 cm, Hospital de la Caridad de Sevilla.

La pintura barroca española es aquella realizada a lo largo del siglo XVII y primera mitad del siglo XVIII en España. La reacción frente a la belleza en exceso idealizada y las distorsiones manieristas, presente en la pintura de comienzos de siglo, perseguirá, ante todo, la verosimilitud para hacer fácil la comprensión de lo narrado, sin pérdida del «decoro» de acuerdo con las demandas de la iglesia contrarreformista. La introducción, poco después de 1610, de los modelos naturalistas propios del caravaggismo italiano, con la iluminación tenebrista, determinará el estilo dominante en la pintura española de la primera mitad del siglo. Más adelante llegarán las influencias del barroco flamenco debido al mandato que se ejerce en la zona, pero no tanto a consecuencia de la llegada de Rubens a España, donde se encuentra en 1603 y 1628, como por la afluencia masiva de sus obras, junto con las de sus discípulos, que tiene lugar a partir de 1638. Su influencia, sin embargo, se verá matizada por la del viejo Tiziano y su técnica de pincelada suelta y factura deshecha sin la que no podría explicarse la obra de Velázquez. El pleno barroco de la segunda mitad del siglo, con su vitalidad e inventiva, será el resultado de conjugar las influencias flamencas con las nuevas corrientes que vienen de Italia con la llegada de los decoradores al fresco Mitelli y Colonna en 1658 y la de Luca Giordano en 1692. A pesar de la crisis general que afectó de forma especialmente grave a España, esta época es conocida como el Siglo de Oro de la pintura española, por la gran cantidad, calidad y originalidad de figuras de primera fila que produjo.

## Características

### Clientes y mecenas
La iglesia y las instituciones con ella relacionadas (cofradías y hermandades), así como los particulares que encargaban pinturas para sus capillas y fundaciones, continuaron constituyendo la principal clientela de los pintores. De ahí también la importancia de la 
pintura religiosa, que en plena Contrarreforma se usará como un arma al servicio de la Iglesia católica. Los pintores que trabajaban para ella se vieron sometidos a limitaciones y al control de los rectores de los templos en cuanto a la elección de los asuntos, como es lógico, pero también en el modo de tratarlos, siendo frecuente que en los contratos se propusiesen los modelos que el pintor debía seguir o se hiciese constar la necesaria conformidad del prior. En sentido contrario, trabajar para la iglesia proporcionaba al pintor no sólo una considerable fuente de ingresos, sino prestigio y consideración popular al hacer posible la exposición pública de su trabajo.

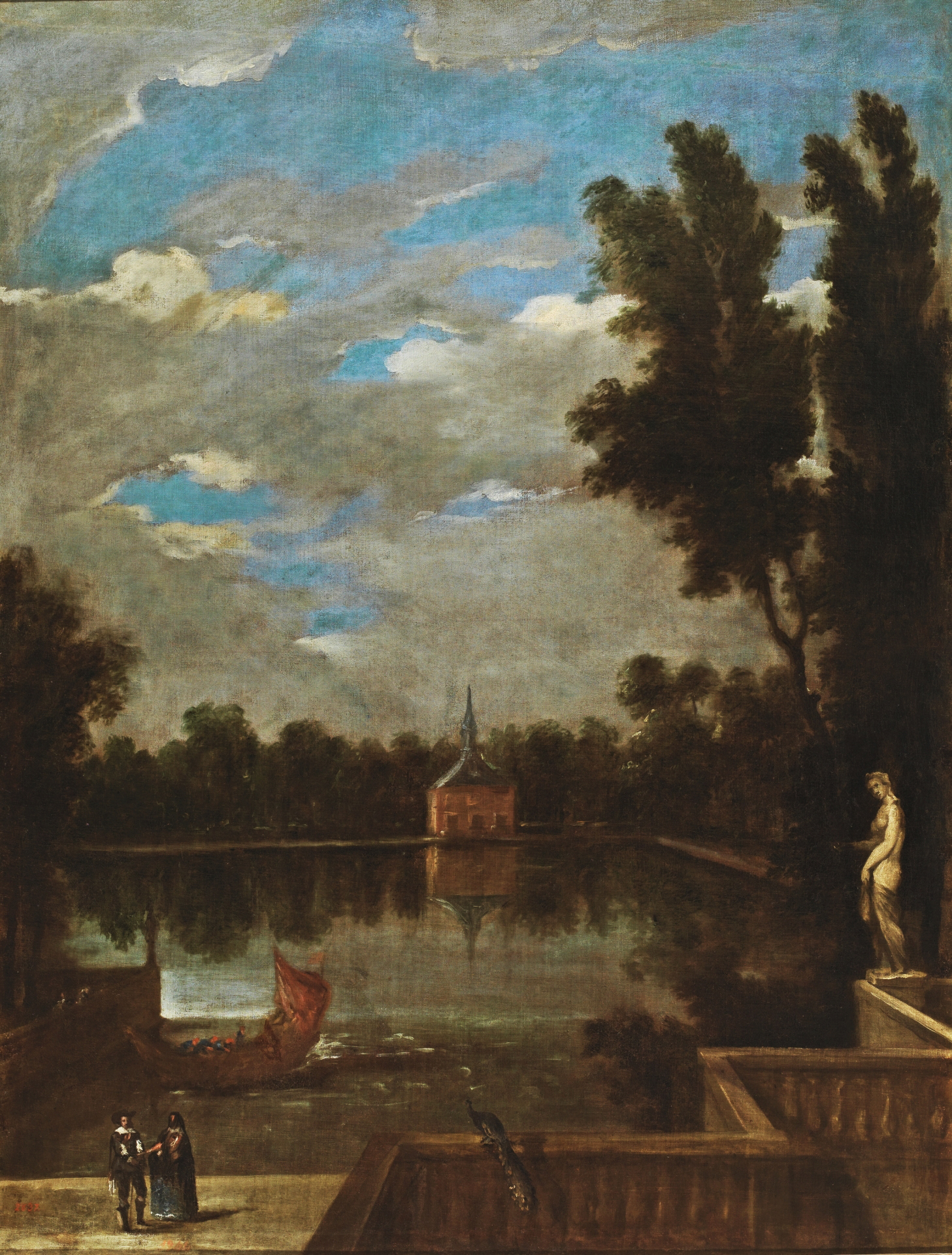
Juan Bautista Martínez del Mazo: Un estanque en el Buen Retiro, 1637, óleo sobre lienzo, 147 × 114 cm. Museo del Prado.

En segundo lugar ha de considerarse el patrocinio de la corte, que en el caso de Felipe IV permite hablar de un «verdadero mecenazgo». Desde Madrid Rubens escribía en 1628 a un amigo: «Aquí me dedico a pintar, como hago en todas partes, y he hecho ya un retrato ecuestre de Su Majestad, que le ha complacido mucho. Es verdad que la pintura le deleita extremadamente, y en mi opinión este príncipe está dotado de excelentes cualidades. Tengo trato personal con él, pues, como me alojo en palacio, viene a verme casi todos los días». La decoración del nuevo Palacio del Buen Retiro dio lugar a importantes encargos llevados a cabo con premura: a los pintores españoles se les confió la decoración del Salón de Reinos, con los retratos ecuestres de Velázquez, una serie de cuadros de batallas, con las victorias recientes de los ejércitos de Felipe IV, y el ciclo de Los trabajos de Hércules de Zurbarán, en tanto en Roma se encargaron a artistas norteños, entre ellos Claudio de Lorena y Nicolas Poussin, dos series de países con figuras para la Galería de los Paisajes. Otro ciclo fue el encargado en Nápoles a Giovanni Lanfranco, Domenichino y otros artistas de más de treinta cuadros de la historia de Roma, al que pertenecía el Combate de mujeres de José de Ribera. La prohibición de trasladar cuadros de otros palacios reales y las prisas de Olivares por completar la decoración del nuevo palacio forzaron a la compra de numerosas obras a coleccionistas particulares, hasta totalizar los cerca de 800 cuadros que colgaron de sus paredes. Entre los vendedores se contaba Velázquez, quien en 1634 vendió al rey La túnica de José y La fragua de Vulcano, pintadas en Italia, junto con algunas obras ajenas, entre ellas una copia de la Dánae de Tiziano, cuatro paisajes, dos bodegones y otros dos cuadros de flores.
Inmediatamente se procedió a decorar la Torre de la Parada. El núcleo principal estuvo constituido por el ciclo de sesenta y tres pinturas mitológicas encargadas en 1636 a Rubens y su taller, de las que el pintor dio los diseños y se reservó la ejecución de catorce. Los paisajes, vistas de los sitios reales, se encargaron en esta ocasión a pintores españoles (José Leonardo, Félix Castelo y otros), y Velázquez contribuyó con los filósofos Esopo y Menipo y el retrato de Marte.
El viejo Alcázar también vio notablemente incrementada su colección de pintura. Algunas de las nuevas adquisiciones del monarca despertaron por igual admiración y quejas; así, cuando en 1638 salieron de Roma La bacanal de los andrios y la Ofrenda a Venus, dos de las obras más admiradas de Tiziano, hubo un coro de protestas entre los artistas de la ciudad. Se procedió además a una reordenación de sus fondos, con la participación de Velázquez, dando prioridad a los criterios estéticos. Así, en la planta baja del ala del mediodía, en las llamadas Bóvedas de Tiziano, se reunió un conjunto singular de treinta y ocho lienzos, con las Poesías encargadas por Felipe II a Tiziano, reunidas ahora con la Bacanal y algunas otras pinturas del veneciano, la Eva de Durero, las Tres Gracias de Rubens y algunas más de Jordaens, Ribera y Tintoretto cuyo denominador común era la presencia femenina, en su mayor parte con desnudos. Para completar esta serie de remodelaciones partió Velázquez a Italia en 1648, con el encargo de comprar estatuas y contratar a un especialista en pintura al fresco, encargo que finalmente recayó en Angelo Michele Colonna y Agostino Mitelli. Entre tanto se continuó trabajando en el Alcázar y así, por ejemplo, en 1649 a Francisco Camilo se le encargaron una serie de escenas de las Metamorfosis de Ovidio que no contentaron al rey.
Dentro del patrocinio cortesano han de considerarse también los decorados escenográficos. Para las representaciones teatrales del Buen Retiro se trajo a los ingenieros italianos Cosme Lotti y Baccio del Bianco, que introdujeron las tramoyas y los juegos de mutaciones toscanas. Francisco Rizi fue durante muchos años el director de los teatros reales y se conservan algunos de los dibujos de sus telones, en los que participaron también otros artistas, como el granadino José de Cieza, pintor de perspectivas, que obtendría por ello el codiciado título de pintor del rey.
Las decoraciones efímeras de fachadas y arcos triunfales en ocasiones festivas, patrocinadas por los ayuntamientos o por los gremios, constituyeron otra fuente de encargos de pintura principalmente profana. Especialmente famosas fueron, por los testimonios literarios y algunas estampas que de ellas se han conservado, las entradas en Madrid de Mariana de Austria, segunda esposa de Felipe IV, y de las dos esposas de Carlos II, María Luisa de Orleáns y Mariana de Neoburgo, en las que participaron artistas del relieve de Claudio Coello.
En cuanto a la clientela privada es difícil hacer generalizaciones a la vista de los datos disponibles. Podría decirse que la nobleza, en términos generales, se mostró poco sensible al arte, concentrando sus esfuerzos en la dotación de capillas privadas. Pero algunos miembros de la alta nobleza, especialmente los más cercanos al rey y quienes desempeñaron tareas de gobierno en Italia y Flandes, reunieron grandes colecciones y, en ocasiones, caso de los virreyes de Nápoles con Ribera o de Olivares con Alonso Cano, actuaron como auténticos mecenas. Entre ellos se encontraban «algunos de los más ávidos coleccionistas de Europa». Para la primera mitad del siglo Carducho mencionaba veinte importantes colecciones madrileñas entre las que destacaban las del marqués de Leganés, con predilección por la pintura flamenca, y la de Juan Alfonso Enríquez de Cabrera, almirante de Castilla, que habiendo recibido de su madre, Vittoria Colonna, una importante colección de obras devotas, la amplió con no pocas mitologías, con originales o copias de Rubens, Tiziano, Correggio o Tintoretto. Esta predilección por la pintura extranjera redujo sin duda los encargos a pintores españoles, pero ha de tenerse en cuenta que muchas obras figuraban en los inventarios sin nombre de autor y, cuando lo llevaban, no siempre se trataba de originales. Gaspar Méndez de Haro, marqués del Carpio, con una impresionante colección de más de dos mil piezas, entre las que destacaba la Venus del espejo de Velázquez, contaba también con obras de Juan van der Hamen y Angelo Nardi, junto con otras de pintores de segunda fila como Gabriel Terrazas y Juan de Toledo, además de copias de Rubens, Tiziano y el propio Velázquez hechas por Juan Bautista Martínez del Mazo. En la colección de los duques de Benavente, donde no faltaba pintura flamenca e italiana, el núcleo lo constituían las pinturas de Murillo, cerca de cuarenta. Excepcional era la colección del nuevo almirante, Juan Gaspar Enríquez de Cabrera, protector de Juan de Alfaro, por la ordenación casi museística de sus fondos. Sus cuadros se distribuían en salas temáticas dedicadas a los países, los bodegones y las marinas, al lado de otras consagradas a los grandes maestros: Rubens, Rafael, Bassano, Ribera y Pedro de Orrente, cada uno con su propia pieza separada. Otra más se dedicaba a los eminentes españoles, donde colgaba el Sueño del caballero de Pereda junto a obras de Antolínez y Carreño.
Tampoco pueden extraerse conclusiones generales en lo que se refiere a otras clases sociales, ante la ausencia de estudios globales. Siendo común la posesión de pinturas como parte del ajuar doméstico, podría resultar exagerado en muchos casos hablar de auténtico coleccionismo. Los inventarios toledanos de la segunda mitad del siglo conservados, algo más de doscientos ochenta, con 13 555 obras, podrían dar pistas sobre el género de pinturas que se conservaban en las casas: 5866 (43,92%) de asunto religioso por 6424 de asunto profano (48%, resto sin especificar), ocupando los primeros lugares los países y los temas alegóricos. El porcentaje de pintura religiosa era mayor cuanto más se descendía en la escala social, llegando a representar el 52,83% entre los artífices y oficiales, por solo un 33% de pintura profana. En el extremo opuesto, las colecciones de pintura de los canónigos de la catedral, con 62 cuadros de promedio, estaban formadas por un 59% de asuntos profanos frente a un 37% de asuntos religiosos. La variedad, con todo, era enorme, y se pueden encontrar desde colecciones formadas exclusivamente por pinturas religiosas hasta otras, como la de un desconocido llamado Antonio González Cardeña, que tenía en Madrid en 1651 algo más de cincuenta pinturas entre las que no había ninguna de Jesús ni de la Virgen, pero sí catorce de «unos payses y apóstoles», un paraíso terrenal, diez naturalezas muertas, un bodegón de Snyders (la única de la que se daba nombre de autor), seis lienzos de asuntos de historia y batallas, una marina, seis perspectivas con historias no especificadas, un número indeterminado de «liencecitos de flores», unas «gladiadoras», otro de «una mujer desnuda y un mozo tocando el órgano», dos del rapto de Helena, otro del rapto de Europa y uno más de Neptuno.

### Los pintores y su consideración social

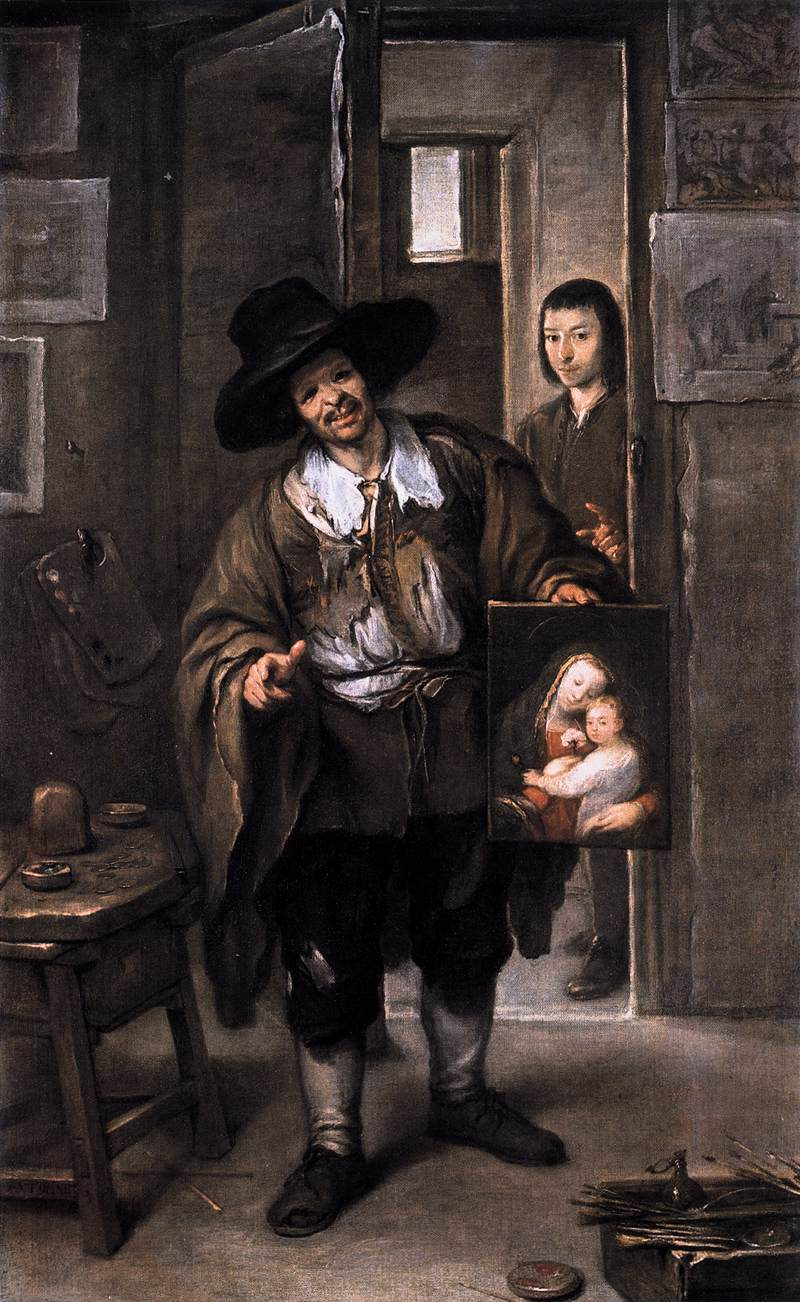
José Antolínez: El pintor pobre, circa 1670, óleo sobre lienzo, 201 cm x 125 cm, Múnich, Alte Pinakothek. Junto a los grandes maestros, que obtenían encargos de la iglesia o de la corte, una pléyade de artistas menores se ganaban malamente la vida produciendo casi en serie pinturas de todo género, que ellos mismo se encargaban de vender en sus tiendas o en la venta ambulante.

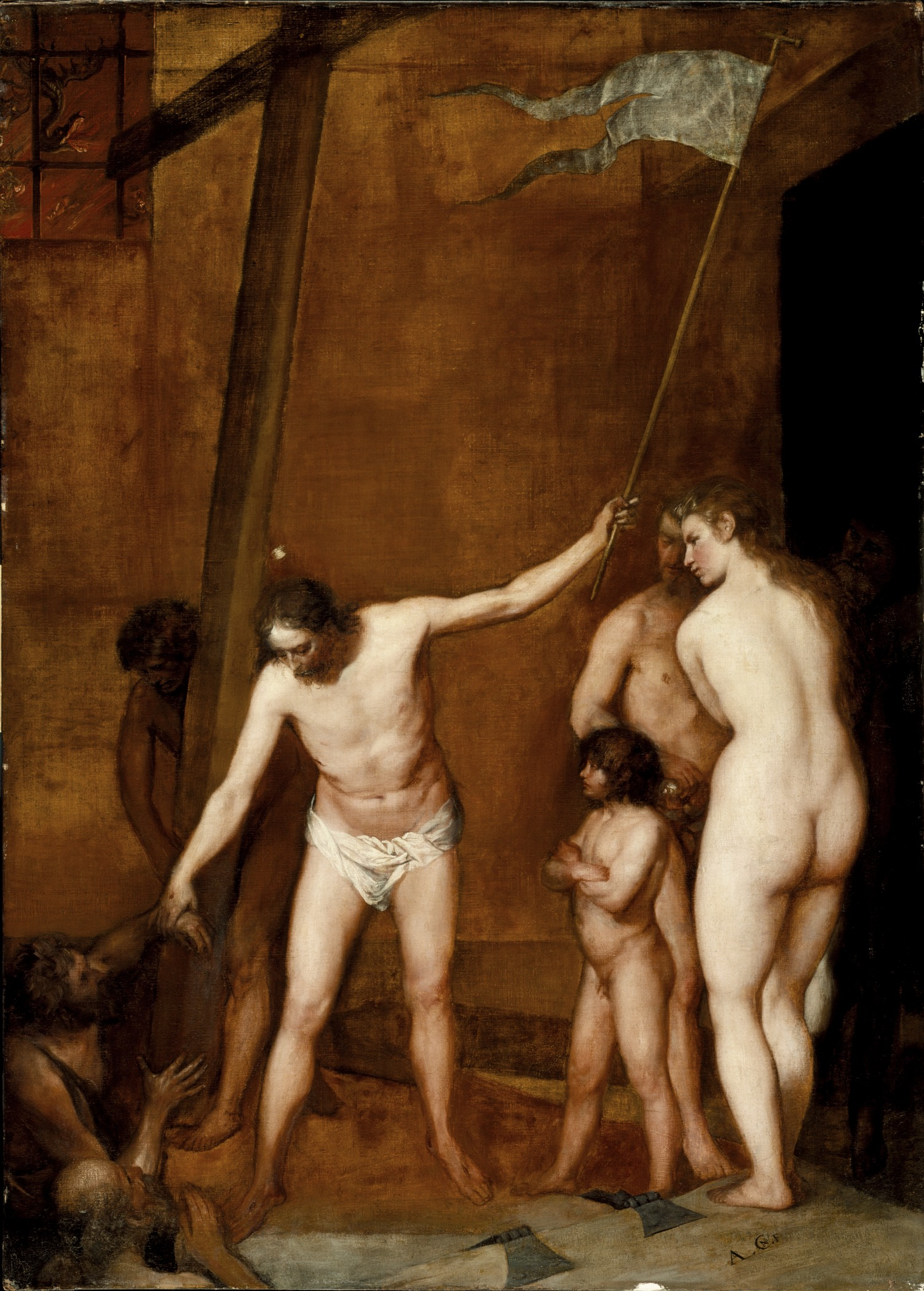
Alonso Cano: Descenso al Limbo, hacia 1646-1652, óleo sobre lienzo, 169 x 120 cm. Los Ángeles, County Museum. «A pesar de que es obvio que debió de estudiar un modelo directamente del natural, según la costumbre del, el sentido de la belleza no le falló al artista, que convirtió a esta Eva en una de las figuras más encantadoras del arte español.» Harold E. Wethey.

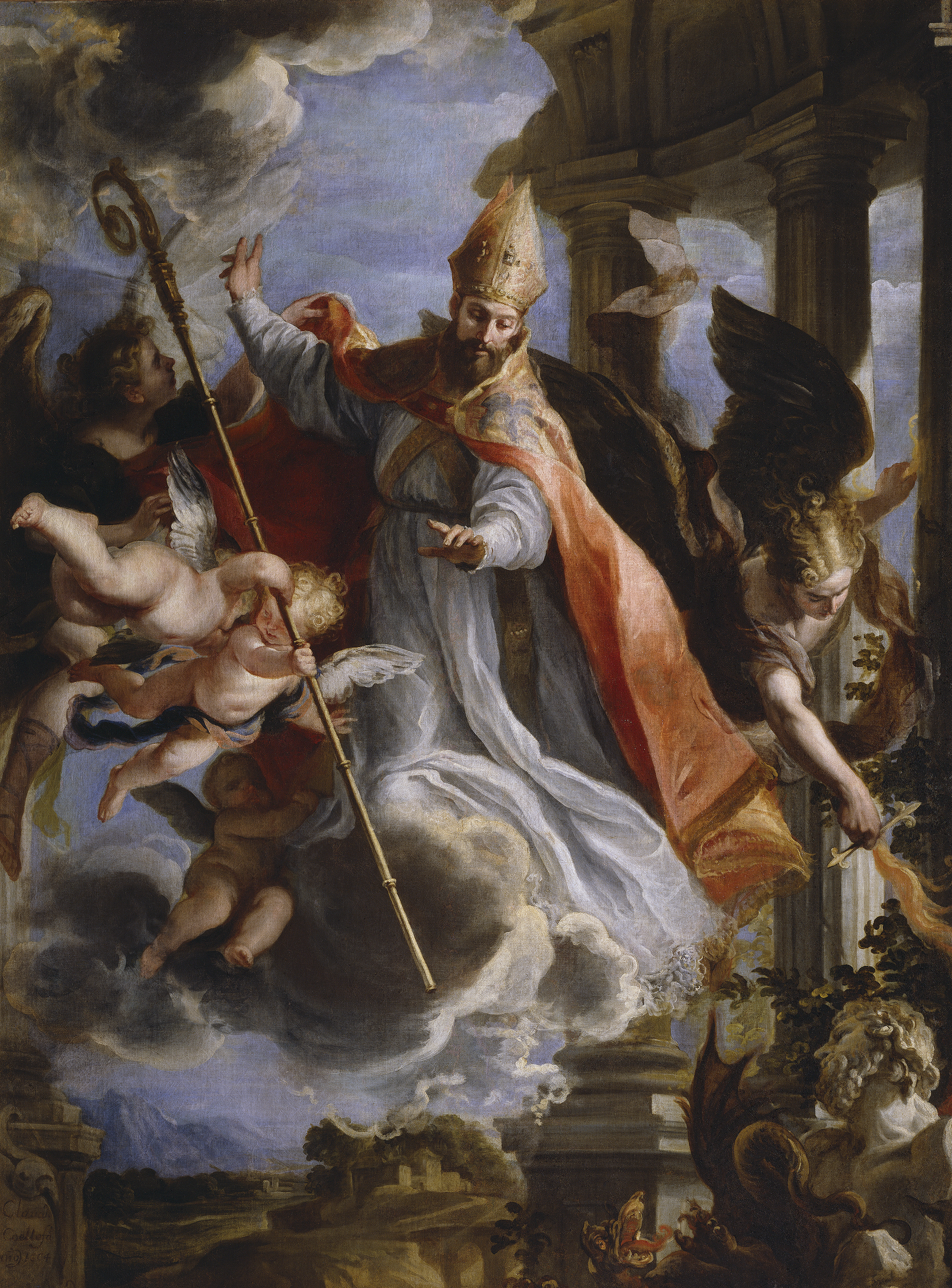
Claudio Coello: Triunfo de San Agustín, 1664, óleo sobre lienzo, 271 cm x 203 cm, Museo del Prado; la pintura religiosa del pleno barroco se puso al servicio de la Iglesia triunfante.

Otra circunstancia que debe tenerse en cuenta es la escasa consideración social en que se tenía a los artistas, al ser considerada la pintura como un oficio mecánico, y como tal sujeto a las cargas económicas y exclusión de honores que pesaban sobre los menospreciados oficios bajos y serviles, prejuicios que sólo serían superados en el siglo XVIII. A lo largo de todo el XVII los pintores lucharon por ver reconocido su oficio como arte liberal. Fueron célebres los pleitos por evitar el pago de la alcabala. Los esfuerzos de Velázquez por ser admitido en la Orden de Santiago buscaban también ese reconocimiento social. Muchos tratados teóricos de esta época, además de proporcionar datos biográficos sobre los artistas, representaban un esfuerzo por dar mayor dignidad a la profesión. Entre los tratadistas estuvieron Francisco Pacheco, Vicente Carducho y el aragonés Jusepe Martínez, defensores en lo formal de los valores y la estética del clasicismo, con una tendencia hacia el idealismo mayor de la que se aprecia en las obras realmente producidas, muy influidas por el naturalismo tenebrista.
Los gremios, en ocasiones dominados por los doradores, y los talleres donde se formaban los artistas, sin embargo, actuaron muchas veces en sentido contrario. También era contraria a la dignidad de la pintura, a juicio de Palomino, la costumbre de los pintores modestos de tener tienda abierta como era usual entre los artesanos. La iniciación profesional, muy temprana, no favorecía la formación intelectual, siendo pocos los artistas que mostraron una genuina preocupación cultural. Entre las excepciones, Francisco Pacheco, el maestro de Velázquez, buscó siempre rodearse de intelectuales con los que se carteaba. También Diego Valentín Díaz en Valladolid tenía una biblioteca de 576 volúmenes (145 Velázquez), pero algunas otras bibliotecas eran francamente modestas e incluso podían no disponer de ningún libro. Caso extremo era el de Antonio de Pereda, quien según Palomino era analfabeto aunque le gustaba hacerse leer libros.
Tras el Concilio de Trento la iglesia trató de imponer normas morales más rígidas en cuestiones de sexualidad. Se publicaron algunos tratados que en defensa de la castidad reprobaban pintar desnudos, encabezados por la extensa Primera parte de las excelencias de la virtud de la castidad de fray José de Jesús María, editada en 1601. Buscando obtener su prohibición se publicó anónimamente en Madrid en 1632 la Copia de los pareceres y censuras (...) sobre el abuso de las figuras, y pinturas lascivas y deshonestas; en que se muestra que es pecado mortal pintarlas, esculpirlas, y tenerlas patentes donde sean vistas. Algunos de los teólogos consultados, sin embargo, no se mostraban igual de intransigentes, recordando que los desnudos eran utilizados también en la iglesia para la pintura de Adán y Eva y otros santos y mártires. Contrario también a los desnudos en pintura, fray Juan de Rojas y Auxá se vio obligado a reconocer su abundancia en la colección real, proponiendo como remedio cubrirlos con velos cuando hubiese damas delante. Estos prejuicios ante el desnudo se trasladaron a los pintores incidiendo en su formación. Así Francisco Pacheco, que se decía censor de las pinturas sagradas en su decencia y culto, aconsejaba a los pintores que hubiesen de retratar el desnudo femenino imitar cabezas y manos del natural y estudiar el resto a través de estampas y de estatuas. Sin embargo, mediado el siglo se generalizaron las academias, que fomentaban el estudio con modelo vivo, siempre masculino. Un testimonio gráfico de ellas dejó José García Hidalgo en sus Principios para estudiar el nobilísimo arte de la pintura (1693), no obstante hacerse él mismo eco de iguales prejuicios.

## Los géneros

### Pintura religiosa
Para Francisco Pacheco el fin principal de la pintura era persuadir a los hombres a la piedad y llevarlos a Dios. De ahí el aspecto realista que adoptará la pintura religiosa de la primera mitad del siglo y la rápida aceptación de las corrientes naturalistas, al permitir al fiel sentirse formando parte del hecho representado.
El lugar privilegiado es el retablo mayor de los templos, pero abundan también las obras para la devoción particular y proliferan los retablos menores, en capillas y naves laterales. A semejanza del retablo de El Escorial, divididos en calles y cuerpos, suelen ser mixtos, de pintura y escultura. En la segunda mitad del siglo, y a la vez que se imponen los grandes retablos de orden gigante, se produce una tendencia a eliminar las escenas múltiples y a dar un desarrollo más amplio al episodio central. Es el momento glorioso de la gran pintura religiosa, antes de que, ya a finales del siglo, quede frecuentemente relegada al ático, siendo el cuerpo principal del retablo obra de madera y talla. En esta etapa del pleno barroco, a la vez que bajo la influencia de Luca Giordano, presente en España, se pintan al fresco espectaculares rompimientos de gloria en las bóvedas de las iglesias, se harán corrientes las representaciones triunfales (Apoteosis de San Hermenegildo de Francisco de Herrera el Mozo, San Agustín de Claudio Coello, ambas en el Museo del Prado) en composiciones dominadas por las líneas diagonales y desbordantes de vitalidad.
Las imágenes de los santos de mayor devoción proliferan en todos los tamaños y son frecuentes las repeticiones dentro de un mismo taller. Los santos preferidos –además de los recientemente canonizados como Santa Teresa de Jesús, San Ignacio de Loyola o San Isidro- lo son por su vinculación con alguno de los aspectos en los que mayor insistencia pone la Contrarreforma: la penitencia, ilustrada por las imágenes de San Pedro en lágrimas, la Magdalena, San Jerónimo y otros santos penitentes. La caridad, a través de la limosna (Santo Tomás de Villanueva) o la atención a los enfermos (San Juan de Dios, Santa Isabel de Hungría), junto con algunos mártires como testigos de la fe.
El culto a la Virgen, como el culto a San José (fomentado por Santa Teresa) aumenta en la misma medida en que será combatido por los protestantes. Motivo iconográfico característicamente español será el de la Inmaculada, con todo el país, encabezado por los monarcas, empeñado por voto en la defensa de ese dogma aún no definido por el Papa. Por razones semejantes, la adoración a la Eucaristía y las representaciones eucarísticas cobran creciente importancia (Claudio Coello, Adoración de la Sagrada Forma de El Escorial). Los temas evangélicos, muy abundantes, frecuentemente serán tratados con la misma idea de combatir la herejía protestante: la Última Cena refleja el momento de la consagración eucarística; los milagros de Cristo harán referencia a las obras de misericordia (así, la serie de pinturas de Murillo para el Hospital de la Caridad de Sevilla). Por el contrario, son escasas las representaciones del Antiguo Testamento, dadas las reservas que su lectura ofrecía a los católicos, y los temas elegidos lo son en tanto que se interpretan como anuncios de la venida de Cristo o son modelos de ella (así el Sacrificio de Isaac, con un significado analógico al de la pasión de Cristo).

### Los géneros profanos
Se desarrollaron en España otros géneros, además con unas características propias que permiten hablar de una Escuela Española: el bodegón y el retrato. La expresión «pintura de bodegón» aparece ya documentada en 1599. El austero bodegón español es diferente de las suntuosas «mesas de cocina» flamencas; a partir de la obra de Sánchez Cotán quedó definido como un género de composiciones sencillas, geométricas, de líneas duras, e iluminación tenebrista. 

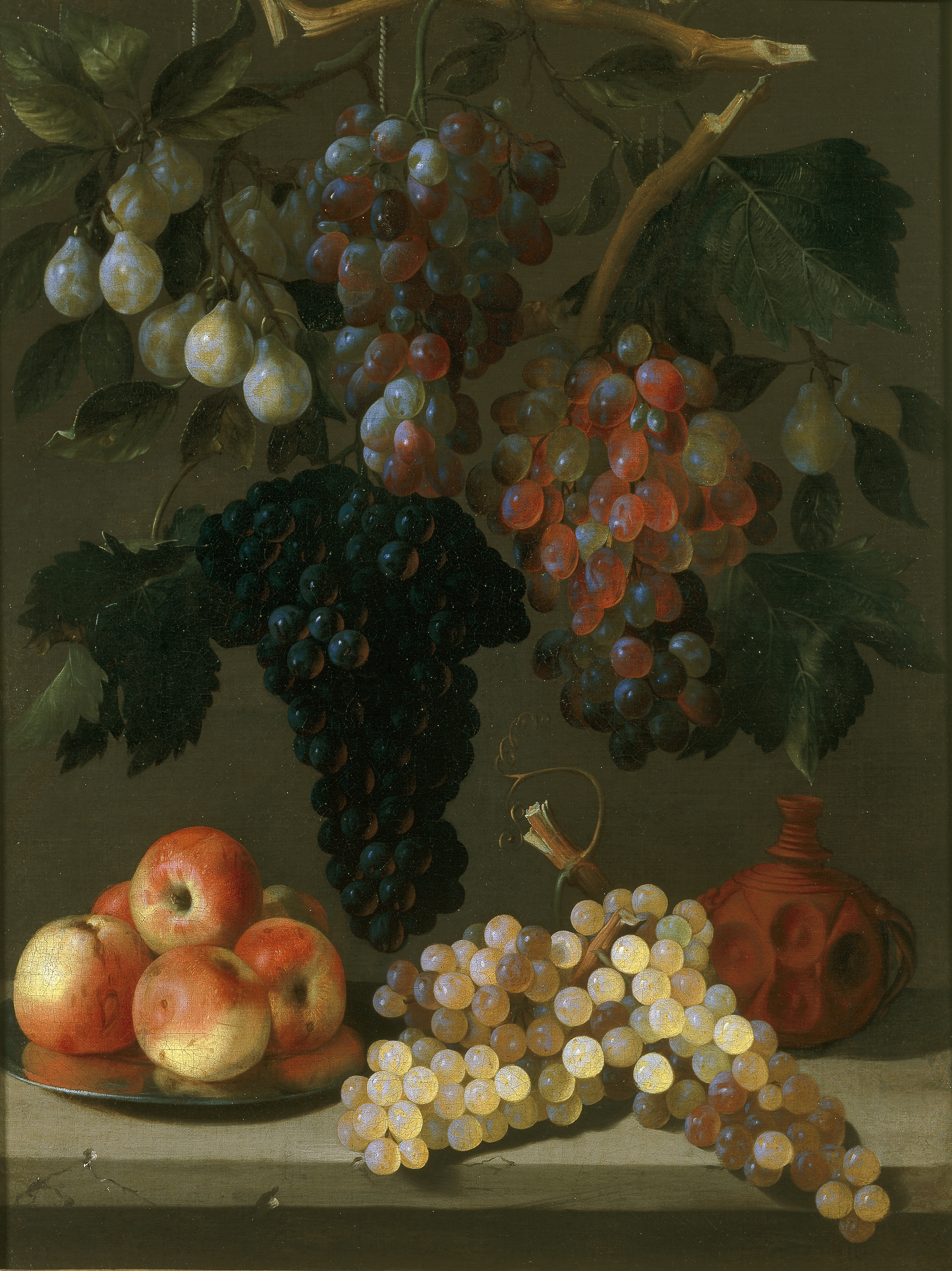
Juan de Espinosa: Bodegón de uvas, manzanas y ciruelas, 1630, óleo sobre lienzo, 76 × 59 cm, Museo del Prado; ejemplo de bodegón típico español de la primera mitad del siglo.

Se alcanzó tal éxito que muchos artistas siguieron a Sánchez Cotán: Felipe Ramírez, Alejandro de Loarte, el pintor cortesano Juan van der Hamen y León, Juan Fernández, el Labrador, Juan de Espinosa, Francisco Barrera, Antonio Ponce, Francisco Palacios, Francisco de Burgos Mantilla y otros. También la escuela sevillana contribuyó a definir las características del bodegón español, con Velázquez y Zurbarán a la cabeza. Este bodegón característico español, no exento de influencias italianas y flamencas, vio transformado su carácter a partir de la mitad del siglo, cuando la influencia flamenca hizo que las representaciones fueran más suntuosas y complejas, hasta teatrales, con contenidos alegóricos. Los cuadros de flores de Juan de Arellano o las vanitas de Antonio de Pereda o Valdés Leal son el resultado de esta influencia foránea sobre lo que hasta entonces era un género marcado por la sobriedad.
Por el contrario, la pintura de costumbres o de género, a la que los tratadistas se referían propiamente como pintura de bodegón, distinta de la pintura de flores y de frutas, a pesar de la atención que le dedicó Velázquez, apenas tuvo cultivadores. Descalificada agriamente por Carducho, únicamente se pueden mencionar alguna obra de Loarte y el conjunto de lienzos que se han venido atribuyendo a Puga, hasta que ya a mediados de siglo y con destino al mercado nórdico Murillo recoja una imagen del vivir callejero en sus escenas de niños mendigos y pilluelos.
Por lo que se refiere al retrato, se consolidó una forma de retratar propia de la Escuela Española, muy alejada de la pompa cortesana del resto de Europa; en esta consolidación resultará decisiva la figura del Greco. El retrato español hunde sus raíces, por un lado, en la escuela italiana (Tiziano) y por otro en la pintura hispano-flamenca de Antonio Moro y Sánchez Coello. Las composiciones son sencillas, sin apenas adornos, transmitiendo la intensa humanidad y dignidad del retratado; este, a diferencia de lo que es general en la Contrarreforma no forzosamente resulta alguien de gran importancia social, pues lo mismo se retrata a un rey que a un niño mendigo. Puede verse un ejemplo en el notable El pie varo, también llamado El patizambo que José de Ribera pintó en 1642. Se distingue de los retratos de otras escuelas por esa austeridad, el mostrar descarnadamente el alma del representado, cierto escepticismo y fatalismo ante la vida, y todo ello en un estilo naturalista a la hora de captar los rasgos del modelo, alejado del clasicismo que paradójicamente defendían por lo general los teóricos. Como es propio de la Contrarreforma, predomina lo real frente a lo ideal. El retrato español, así consolidado en el siglo XVII con los magníficos ejemplos de Velázquez, pero también con los retratos de Ribera, Juan Ribalta o Zurbarán, mantuvo estas características hasta la obra de Goya.

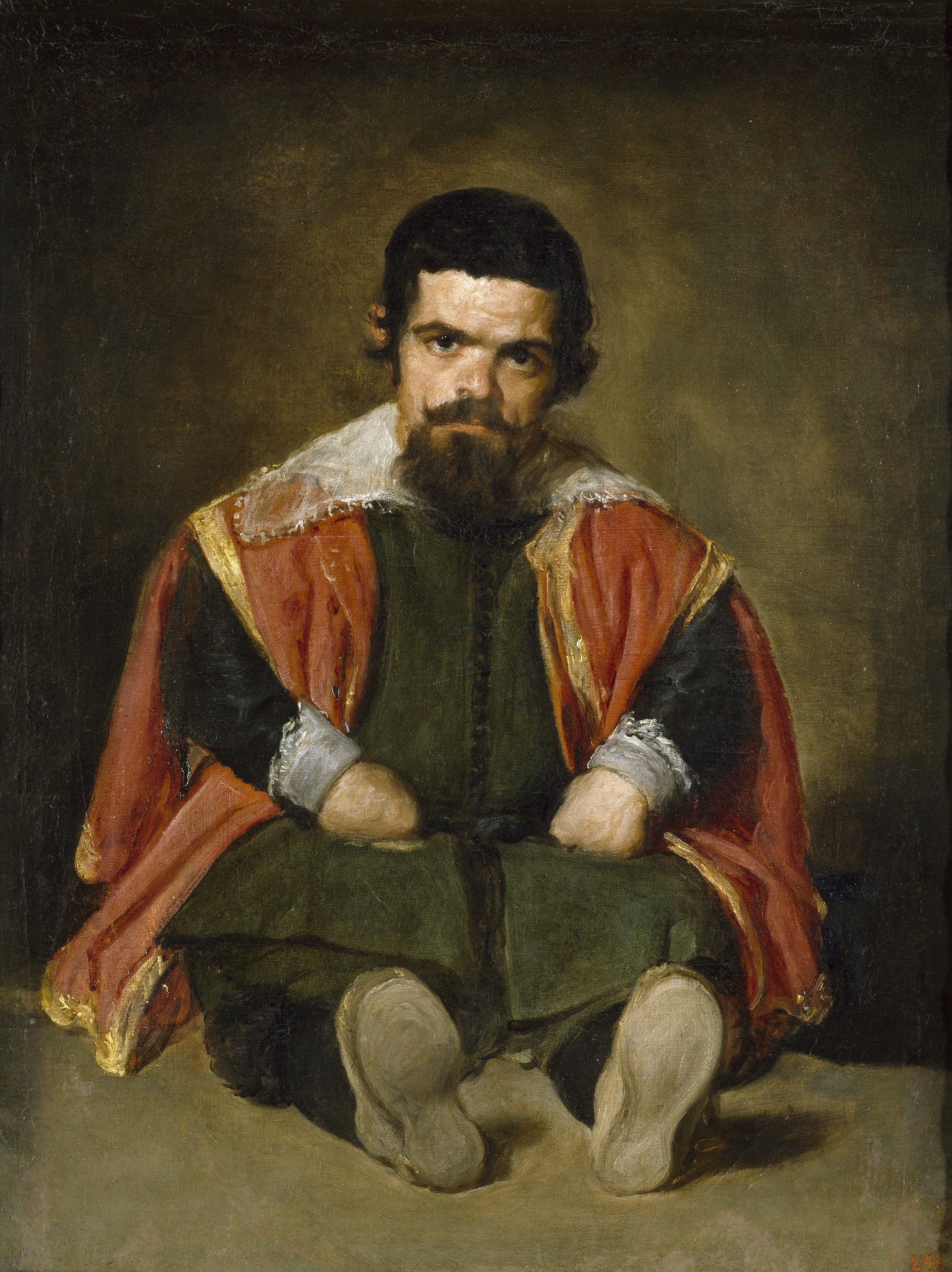
Diego Velázquez: El bufón don Sebastián de Morra, h. 1645, óleo sobre lienzo, 106,5 × 81,5 cm. Museo del Prado; retrato español del, realista, austero, sin ornamentaciones.

En menor medida, pueden encontrarse temas históricos y mitológicos, de los que algunos ejemplos han sido señalados ya a propósito del coleccionismo. En cualquier caso, si se compara con el siglo XVI, hubo un aumento notable de pinturas mitológicas, al no ir destinadas exclusivamente a las residencias reales y establecerse una producción de lienzos independientes que, lógicamente, estaban al alcance de un mayor público y permitían una variedad iconográfica mayor. El paisaje, lo que se conocía como pintura «de países», como el bodegón, fue considerado un tema menor por los tratadistas, que colocaban la representación de la figura humana en la cima de la figuración artística. En sus Diálogos de la pintura, Carducho consideraba que los paisajes serían, como mucho, adecuados para una casa de campo o lugar de retiro ocioso, pero que siempre serían más valiosos si se enriquecían con alguna historia sacra o profana. Del mismo tenor son las palabras de Pacheco en su Arte de la pintura, que recordando los paisajes que hacen artistas extranjeros (menciona a Brill, Muziano y Cesare Arbasia, de quien habría aprendido el español Antonio Mohedano) admite que «es parte en la pintura que no se debe despreciar», pero sigue la tradición al advertir que son asuntos «de poca gloria y estimación entre los antiguos». Los inventarios post mortem revelan, sin embargo, que fue un género muy estimado por los coleccionistas, aunque al ser raro que en ellos se diesen los nombres de los autores no es posible saber cuántos fueron producidos por artistas españoles y cuántos fueron importados. A diferencia de lo que ocurre, por ejemplo, con la pintura holandesa, en España no hubo auténticos especialistas en el género, a excepción, quizá, del guipuzcoano activo en Sevilla y colaborador de Murillo Ignacio de Iriarte, aunque algunos pintores como Francisco Collantes y Benito Manuel Agüero en Madrid son conocidos por sus paisajes con o sin figuras, género en el que también las fuentes mencionan con elogio al cordobés Antonio del Castillo.

## Escuelas
Durante la primera mitad del siglo los más importantes centros de producción se localizaron en Madrid, Toledo, Sevilla y Valencia. Pero aunque sea habitual clasificar a los pintores en relación con el lugar donde trabajaron, esto no sirve para explicar ni las grandes diferencias entre los pintores ni tampoco la propia evolución de la pintura barroca en España. En la segunda mitad de siglo, decaen en importancia Toledo y Valencia, centrándose la producción pictórica en Madrid y en Sevilla principalmente aunque nunca dejase de haber pintores de cierto relieve repartidos por toda la geografía española.

## Primera mitad del

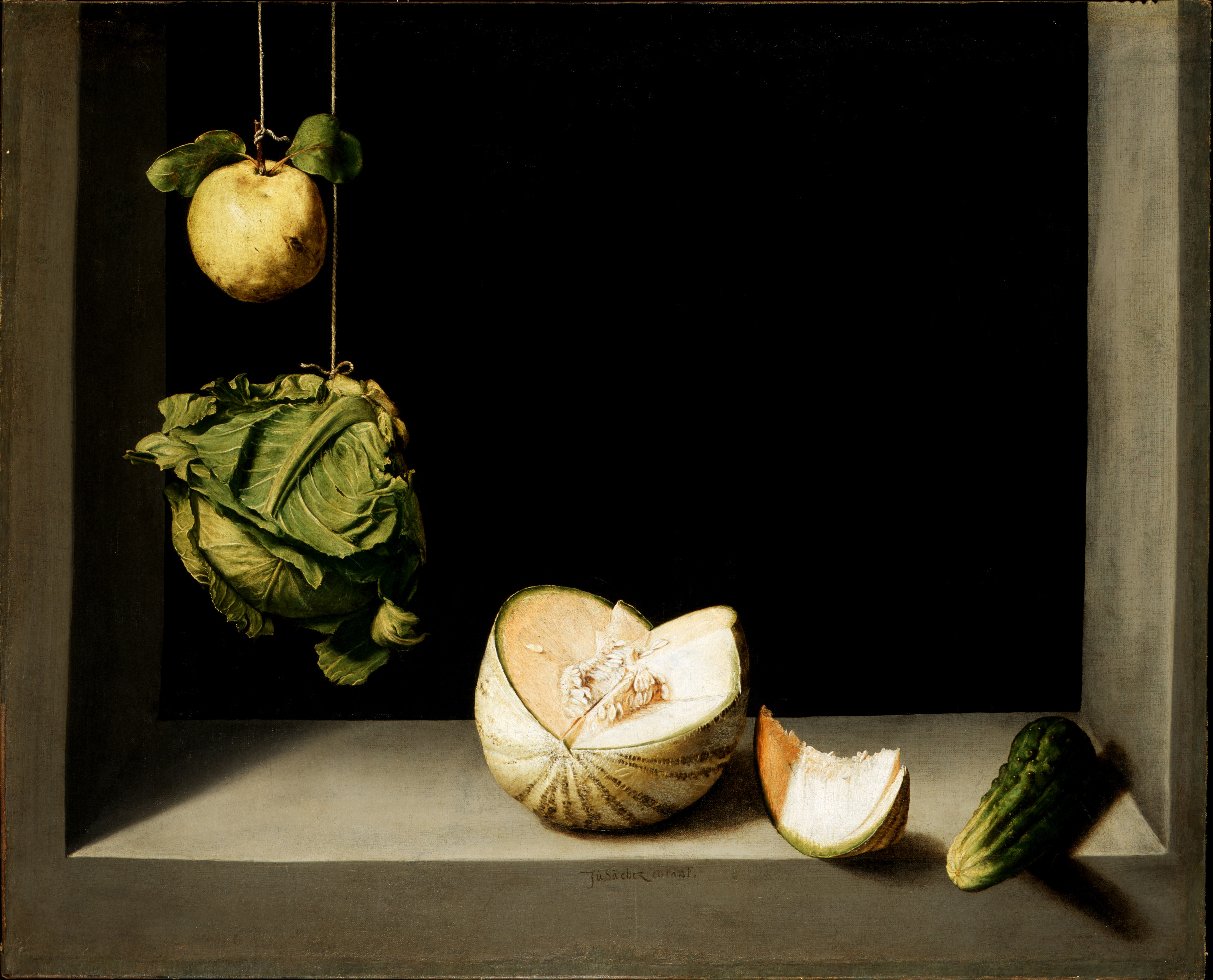
Sánchez Cotán: Bodegón con membrillo, repollo, melón y pepino, h. 1602, óleo sobre lienzo, 68,9 × 84,46 cm, San Diego Museum of Art, San Diego (California).

## Primera mitad delsigloXVII

### La escuela madrileña
A comienzos de siglo trabajaban en Madrid y Toledo una serie de pintores directamente relacionados con los artistas italianos que vinieron a trabajar al Monasterio de El Escorial; los ejemplos paradigmáticos son Eugenio Cajés (1575-1634) y Vicente Carducho (1576/1578-1638). En la escuela de El Escorial se formaron también Sánchez Cotán y Francisco Ribalta. Influidos por la presencia en Madrid de Orazio Borgianni y las pinturas de Carlo Saraceni adquiridas para la catedral de Toledo por el cardenal Bernardo de Sandoval y Rojas, buen coleccionista y atento a las novedades de Italia, trataban los temas religiosos con mayor realismo que en la pintura inmediatamente anterior, pero sin incurrir en esa pérdida del decoro que en Roma tantos reprochaban a Caravaggio. Pueden ser recordados en este orden Juan van der Hamen (1596-1631), que pintó tanto bodegones como escenas religiosas y retratos, Pedro Núñez del Valle, que se titulaba «Académico romano», influido tanto por el clasicismo boloñés de Guido Reni como por el caravaggismo y que pintó paisajes además de pintura religiosa, y Juan Bautista Maíno (1578-1649), quien viajó también a Italia donde conoció y se dejó influir por la obra de Caravaggio y Annibale Carracci, y que realizó obras de colores claros y figuras escultóricas.

### La escuela toledana
En Toledo se creó una escuela pictórica en la que sobresale Juan Sánchez Cotán (1560?-1627), pintor ecléctico y variado del que se estiman especialmente sus bodegones. En esta España de principios de siglo alcanzó especial relieve el tipo de bodegón dedicado a las frutas y las hortalizas. Sánchez Cotán, que no pudo conocer la obra de Caravaggio, lo mismo que Juan van der Hamen, desarrolla un estilo cercano a lo que hacían pintores –y pintoras- holandeses o flamencos como Osias Beert y Clara Peeters, e italianos como Fede Galizia, estrictamente contemporáneos e igualmente interesados en la iluminación tenebrista, lejos de las más complicadas naturalezas muertas de otros maestros flamencos. La composición en los bodegones de Cotán es sencilla: unas pocas piezas colocadas geométricamente en el espacio. Para explicar estos bodegones se han dado interpretaciones místicas y se ha dicho que la ordenación de sus elementos se podía relacionar con la proporción y la armonía, tal como las entendía el neoplatonismo. Debe advertirse, con todo, que los escritores contemporáneos nunca encontraron explicaciones de esas características, limitándose a ponderar la exactitud en la imitación del natural. En su Naturaleza muerta con frutos (Bodegón con membrillo, repollo, melón y pepino) de la Fine Arts Gallery de San Diego se aprecia la sencillez de este tipo de representación: cuatro frutos colocados en un marco geométrico, en el borde inferior y el extremo izquierdo, dejando en intenso negro el centro y la mitad derecha del cuadro, con lo que cada una de las piezas puede verse en todo detalle. Llama la atención ese marco arquitectónico en el que encuadra sus frutos y piezas de caza; puede que aluda a las alacenas típicas de la España de la época, pero también le sirve, indudablemente, para reforzar la ilusión de perspectiva.
Otros artistas toledanos destacados fueron Luis Tristán y Pedro Orrente. Tristán fue discípulo del Greco, y estudió en Italia entre 1606 y 1611. Desarrolló un tenebrismo de corte personal y ecléctico, como se puede apreciar en el retablo mayor de la iglesia de Yepes (1616). Orrente residió igualmente en Italia entre 1604 y 1612, donde trabajó en el taller de los Bassano en Venecia. Su obra, llevada a cabo entre Murcia, Toledo y Valencia, se centró en los temas bíblicos, con un tratamiento muy realista de las figuras, animales y objetos, como en el San Sebastián de la Catedral de Valencia (1616) y la Aparición de Santa Leocadia de la Catedral de Toledo (1617).

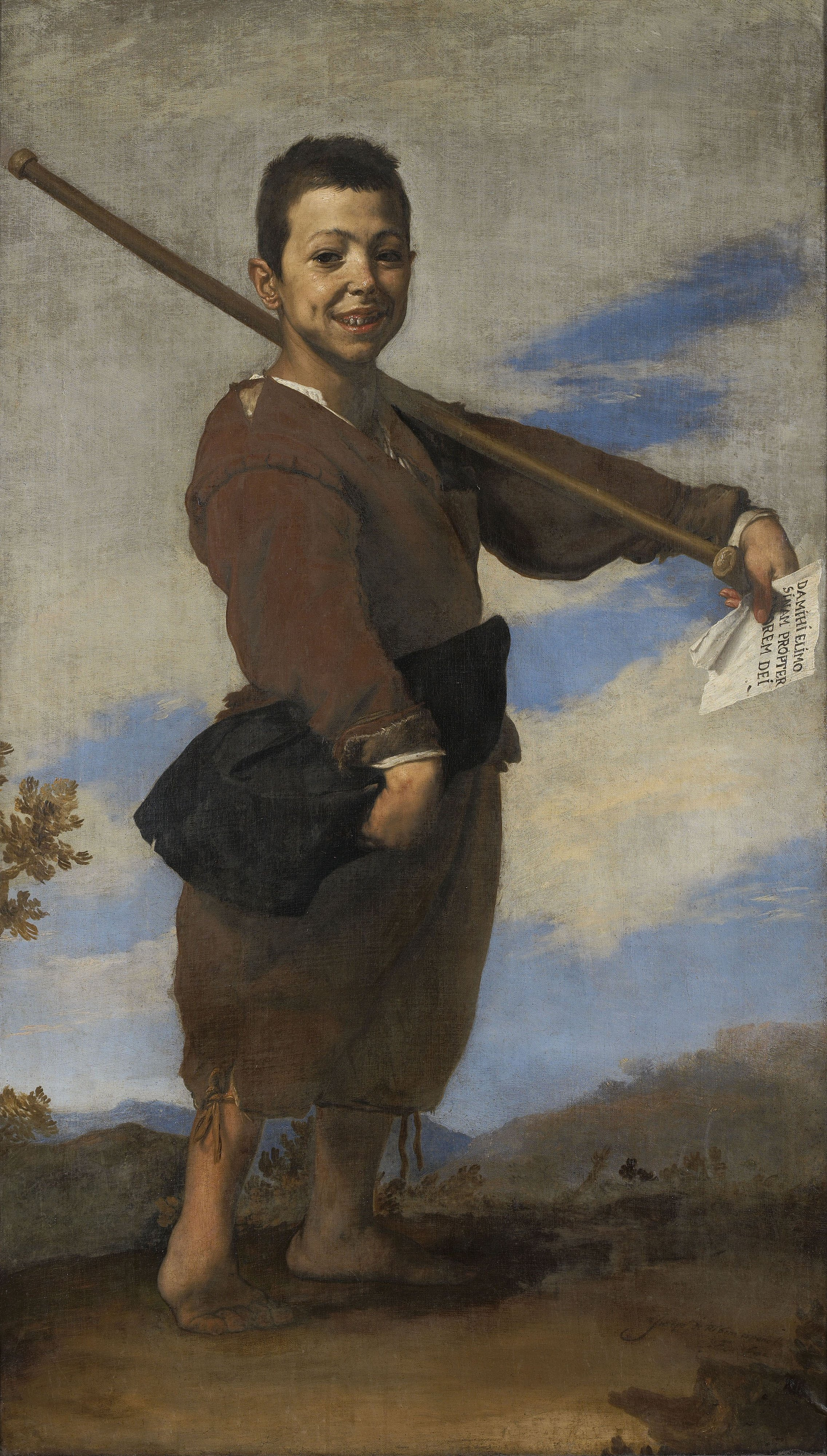
José de Ribera: El pie varo, 1642, óleo sobre lienzo, 164 por 92-94 cm, Museo del Louvre.

### La escuela valenciana
A los tenebristas Francisco Ribalta (1565-1628) y José de Ribera (1591-1652) se los enmarca en la llamada escuela valenciana. A principios de siglo trabaja Ribalta, quien se encuentra en Valencia desde 1599. Allí pervivía una pintura religiosa heredera de Juan de Juanes. El estilo de Ribalta, formado en el naturalismo escurialense se adecuaba mejor a los principios contrarreformistas. Sus escenas son de composición simple, centradas en personajes de emoción contenida. Entre sus obras destacan el Crucificado abrazando a San Bernardo y San Francisco confortado por un ángel del Museo del Prado, o La Santa Cena del retablo del Colegio del Patriarca y el retablo de Portacoeli (Museo de Valencia), del que procede su conocido San Bruno. Discípulos suyos fueron su hijo Juan Ribalta, artista excelentemente dotado cuya carrera truncó una muerte prematura, quien supo conjugar las lecciones paternas con la influencia de Pedro de Orrente, y Jerónimo Jacinto Espinosa, que continuó con el naturalismo tenebrista hasta fecha muy tardía, cuando en el resto de España se practicaba el barroco pleno. Sus obras se caracterizan por fuertes claroscuros, como en El milagro del Cristo del Rescate (1623), Muerte de San Luis Beltrán (1653), Aparición de Cristo a San Ignacio (1658), etc.
Aunque por su origen se le menciona en esta escuela, lo cierto es que José de Ribera trabajó siempre en Italia, donde ya estaba en 1611, antes de cumplir los veinte años, no ejerciendo influencia alguna en Valencia. En Roma entró en contacto con los ambientes caravaggistas, adoptando el naturalismo tenebrista. Sus modelos eran gentes sencillas, a quienes representaba caracterizados como apóstoles o filósofos con toda naturalidad, reproduciendo gestos, expresiones y arrugas. Establecido en Nápoles, y tras un encuentro con Velázquez, sus claroscuros se fueron suavizando influido por el clasicismo veneciano. Entre sus obras más célebres se encuentran La Magdalena penitente del Museo del Prado, parte de una serie de santos penitentes, El martirio de San Felipe, El sueño de Jacob, San Andrés, Santísima Trinidad, Inmaculada Concepción (Agustinas de Monterrey, Salamanca) y la serie de obras maestras que al final de su carrera pintó para la cartuja de San Martino en Nápoles, entre ellas la Comunión de los Apóstoles; también pintó un par de luminosos paisajes puros (colección de los duques de Alba en el Palacio de Monterrey) y temas mitológicos, algunos de ellos encargados por los virreyes españoles en Nápoles: Apolo y Marsias, Venus y Adonis, Teoxenia o La visita de los dioses a los hombres, Sileno borracho, además de retratos como el ecuestre de don Juan José de Austria o el ya mencionado El pie varo que, como el de la Mujer barbuda pintado para el III duque de Alcalá, responde al gusto propio de la época por los casos extraordinarios.

### La escuela andaluza

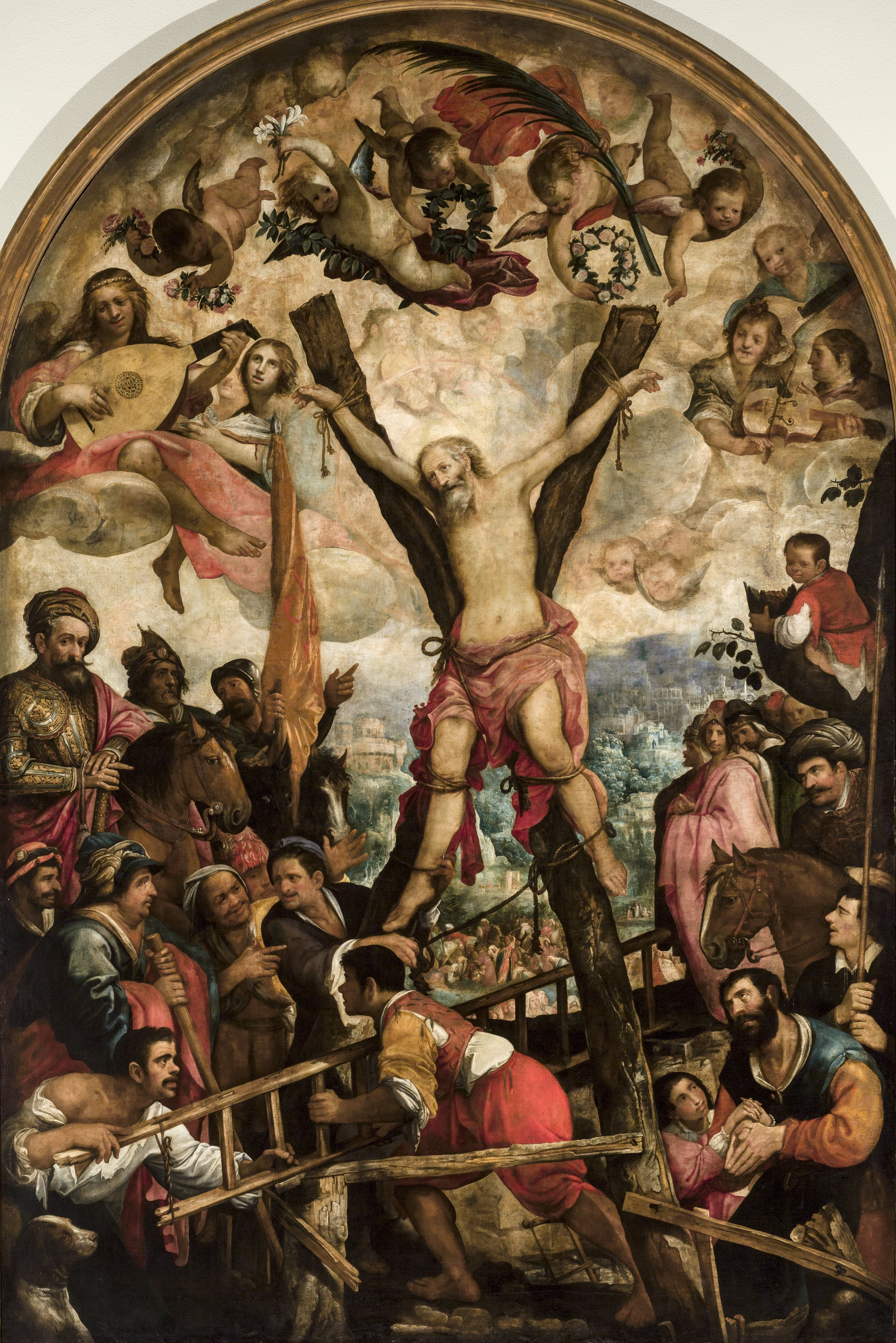
Juan de Roelas: Martirio de San Andrés, 1609-1613, Museo de Bellas Artes de Sevilla.

A comienzos de siglo, en Sevilla, dominaba aún una pintura tradicional con influencias flamencas. Su mejor representante era el manierista Francisco Pacheco (suegro y maestro de Velázquez) (1564-1654), pintor y erudito, autor de un tratado titulado El Arte de la Pintura publicado tras su muerte. Al clérigo Juan de Roelas (h. 1570-1625) se atribuye haber introducido el colorismo a lo veneciano en Sevilla, y con ello, se le considera el verdadero progenitor del estilo barroco en la Baja Andalucía. Sus obras no son tenebristas, sino que opta por el barroco luminoso y colorista que tiene su precedente en la pintura manierista italiana. Entre sus obras puede citarse el Martirio de San Andrés (Museo de Sevilla). Esta primera generación de pintores sevillanos se cierra con Francisco Herrera el Viejo (h. 1590-1656), maestro de su hijo, Herrera el Mozo. Herrera será uno de los pintores de transición desde el manierismo hasta el barroco e impulsor de este último. Aparecen en él ya muy manifiestos la pincelada rápida y el crudo realismo del estilo barroco.
En este rico ambiente de Sevilla, ciudad entonces en pleno auge económico derivado del comercio con América, se formaron Zurbarán, Alonso Cano y Velázquez. El extremeño Francisco de Zurbarán (1598-1664) es, sin duda, el máximo exponente de la pintura religiosa, al que no por casualidad le motejaron de «pintor de frailes». No obstante, también son notables sus bodegones, aunque ni en su época se le conoció especialmente por ellos ni, de hecho, han sobrevivido muchos ejemplos porque se dedicó a ellos de manera puramente circunstancial. Su estilo es tenebrista, de composición sencilla, y velando siempre por lograr una representación real de los objetos y de las personas. Realiza varias series de pinturas de monjes de distintas órdenes, como los cartujos de Sevilla o los jerónimos de la Sacristía del Monasterio de Guadalupe, siendo sus obras más conocidas: Fray Gonzalo de Illescas, Fray Pedro Machado, Inmaculada, La misa del Padre Cabañuelas, La visión del Padre Salmerón, San Hugo en el refectorio de los Cartujos, Santa Catalina, Tentación de San Jerónimo.
Por otro lado, su coetáneo Alonso Cano (1601-1667) es considerado fundador de la escuela barroca granadina. Inicialmente tenebrista, cambió el estilo al conocer la pintura veneciana en las colecciones reales cuando fue nombrado pintor de cámara por el Conde-duque de Olivares. Alonso Cano, compañero y amigo de Velázquez en el taller de su común maestro, Francisco Pacheco, adoptó formas idealizadas, clásicas, huyendo del crudo realismo de otros contemporáneos. Entre sus obras maestras se cuentan los lienzos sobre la «Vida de la Virgen», en la Catedral de Granada.

### Velázquez
Descuella en este siglo la figura de Diego Velázquez, uno de los genios de la pintura universal. Nacido en Sevilla en el año 1599 y muerto en Madrid en 1660, se le considera pleno dominador de la luz y la oscuridad. Es el máximo retratista, dedicando sus esfuerzos no sólo a los reyes y su familia, sino también a figuras menores como los bufones de la corte, a quienes reviste de gran dignidad y seriedad. En su época precisamente se le consideró como el mejor retratista, incluso por aquellos de sus contemporáneos como Vicente Carducho que, imbuidos del clasicismo, criticaban su naturalismo o que se dedicara a un género como este, considerado menor.

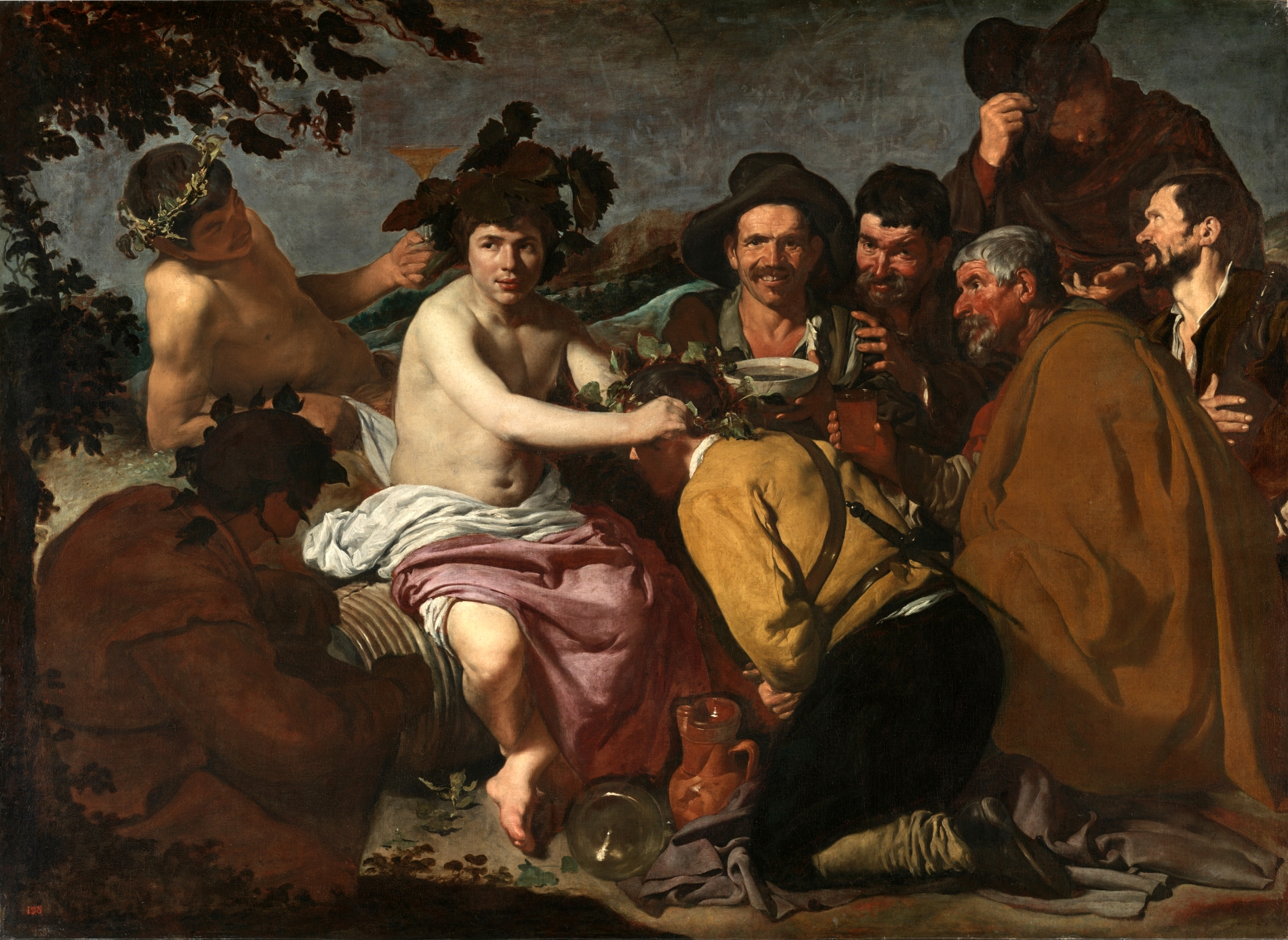
Diego Velázquez: El triunfo de Baco, 1628-1629, óleo sobre lienzo, 165 cm × 225 cm, Museo del Prado.

En su primera época sevillana, Velázquez pintó escenas de género que Francisco Pacheco y Antonio Palomino denominaron «bodegones», que no hacía sino seguir el modelo de los cuadros de cocinas creados por Aertsen y Beuckelaer en las provincias del sur de los Países Bajos, entonces bajo el poder de los Austria, existiendo unas relaciones comerciales muy intensas entre Flandes y Sevilla. Estas escenas darían a Velázquez su primera fama, no siendo simples «pinturas de flores y frutos», sino escenas de género. Entrarían en esta categoría, entre otros cuadros, varios que se encuentran en museos fuera de España, hecho que revela lo atractivo que resultaban estas composiciones para el gusto europeo: El almuerzo (h. 1617, Museo del Ermitage), Vieja friendo huevos (1618, Galería nacional de Escocia), Cristo en casa de Marta y María (1618, National Gallery de Londres) y El aguador de Sevilla (1620, Apsley House). Son escenas que tienen detalles de bodegón típicos con jarras de cerámica, pescados, huevos, etc. Estas escenas se representan con gran realismo, en un ambiente marcadamente tenebrista y con una paleta de colores muy reducida.
Velázquez no se centró únicamente en la pintura religiosa o los retratos cortesanos, sino que en mayor o menor medida, trató otros temas, como los históricos (La rendición de Breda) o los mitológicos (El triunfo de Baco, La Fragua de Vulcano, La fábula de Aracné). En su catálogo aparecen también bodegones y paisajes e incluso uno de los muy escasos desnudos femeninos de la pintura española clásica: la Venus del espejo.
Recibió la influencia del tenebrismo caravagista, pero luego también la de Rubens, y estas diversas corrientes confluyeron en una obra realista, que supo tratar con enorme maestría la atmósfera, la luz y el espacio pictórico. Por ello, se le considera una figura que está entre el tenebrismo de la primera mitad del siglo y el barroco pleno de la segunda. Destaca sobre todo por conseguir un efecto tan realista de profundidad, que parece que hay atmósfera con polvillo flotante entre las figuras. Dominó de forma absoluta e insuperable la perspectiva aérea, como ejemplifican sus Meninas.
Vinculados a la obra de Velázquez están su yerno, Juan Bautista Martínez del Mazo (1605-1667) y quien fuera su esclavo, luego pintor independiente, Juan de Pareja (1610-1670).

## Segunda mitad delsigloXVII
Este momento ya no está dominado por el caravagismo, sino que se siente la influencia del barroco flamenco rubensiano y el barroco italiano. Ya no son cuadros con profundos contrastes de luz y sombras, sino que predomina en ellos un intenso cromatismo que recuerda a la escuela veneciana. Se produce una teatralidad propia del barroco pleno, lo cual tiene cierta lógica dado que se emplea para expresar, por un lado, el triunfo de la Iglesia contrarreformista pero, también, a un tiempo, es una especie de telón o aparato teatral que pretende ocultar la inexorable decadencia del imperio español. Se incorpora además la pintura decorativa al fresco de grandes paredes y bóvedas, con efectos escénicos y trampantojo. En relación con ese ambiente de decadencia está la proliferación de ciertos temas como la vanitas, para señalar la fugacidad de las cosas terrenales, y que a diferencia de las vanitas holandesas, por tener que reforzar el aspecto religioso de este tema, solían incluir referencias sobrenaturales muy explícitas.

### La escuela madrileña
Entre las figuras que mejor representan la transición desde el tenebrismo hacia el barroco pleno se encuentran fray Juan Andrés Ricci (1600-1681) y Francisco de Herrera el Mozo (1627-1685), hijo de Herrera el Viejo. Herrera el Mozo marchó muy temprano a estudiar a Italia y al volver en 1654, difundió el gran barroco decorativo italiano, como puede verse en su San Hermenegildo del Museo del Prado. Se convirtió en el copresidente de la Academia de Sevilla, presidida por Murillo, pero trabajó sobre todo en Madrid.

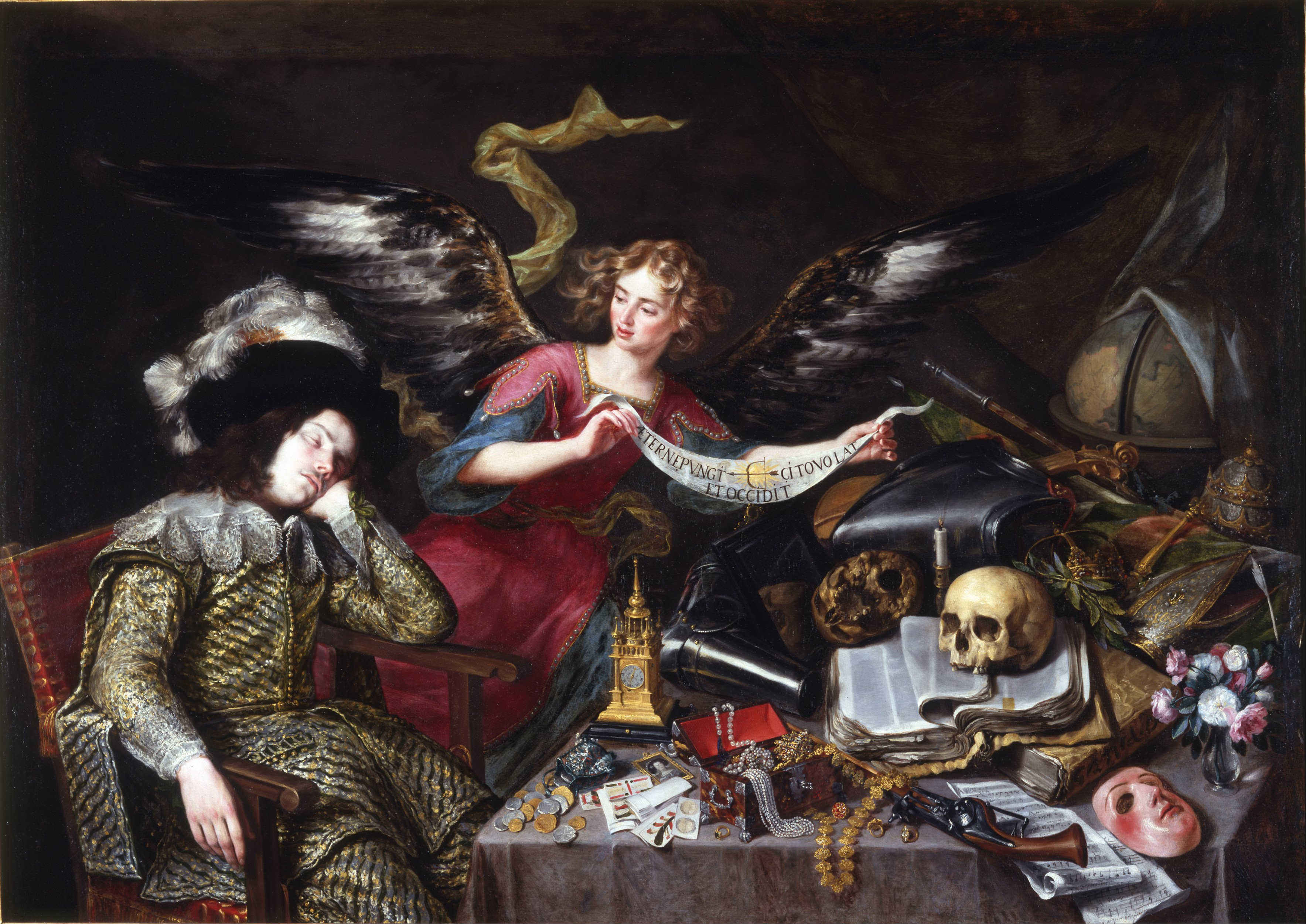
Antonio de Pereda y Salgado: El sueño del caballero, 1655, óleo sobre lienzo, 152 x 217 cm, Real Academia de Bellas Artes de San Fernando.

El vallisoletano Antonio de Pereda (1611-1678), centrado principalmente en la pintura religiosa para iglesias y conventos madrileños, pintó algunas vanitas en las que se aludía a la fugacidad de los placeres terrenales y que proporcionan el tono que dominaba en este subgénero dentro del bodegón o naturaleza muerta a mediados de siglo. Entre ellas se le atribuye la celebérrima El sueño del caballero (Real Academia de Bellas Artes de San Fernando), en la que, junto al caballero dormido, hay todo un repertorio de las vanidades de este mundo: insignias de poder (el globo terráqueo, coronas) y objetos preciosos (joyas, dinero, libros), junto a las calaveras, las flores que pronto se marchitan y la vela medio gastada que recuerdan que las cosas humanas son breves. Por si hubiera alguna duda sobre el sentido del cuadro, un ángel corre junto al caballero con una cinta en la que, a modo de charada, se dibujan un sol atravesado por un arco y flecha con la inscripción: AETERNE PUNGIT, CITO VOLAT ET OCCIDIT, esto es, «[El tiempo] hiere siempre, vuela rápido y mata», lo que en su conjunto se podría interpretar como una advertencia: «La fama de las grandes hazañas se desvanecerá como un sueño». Su Alegoría de la vanidad de la vida, en el Kunsthistorisches de Viena está protagonizada por una figura alada en torno a la cual se repiten los mismos temas: el globo terráqueo, numerosas calaveras, un reloj, dinero, etc. En otras ocasiones, sin embargo (Vanitas del Museo de Zaragoza), se limitará a unos pocos elementos esenciales: calaveras y reloj, más acomodados a su personal estilo, poco dado a las composiciones complejas.

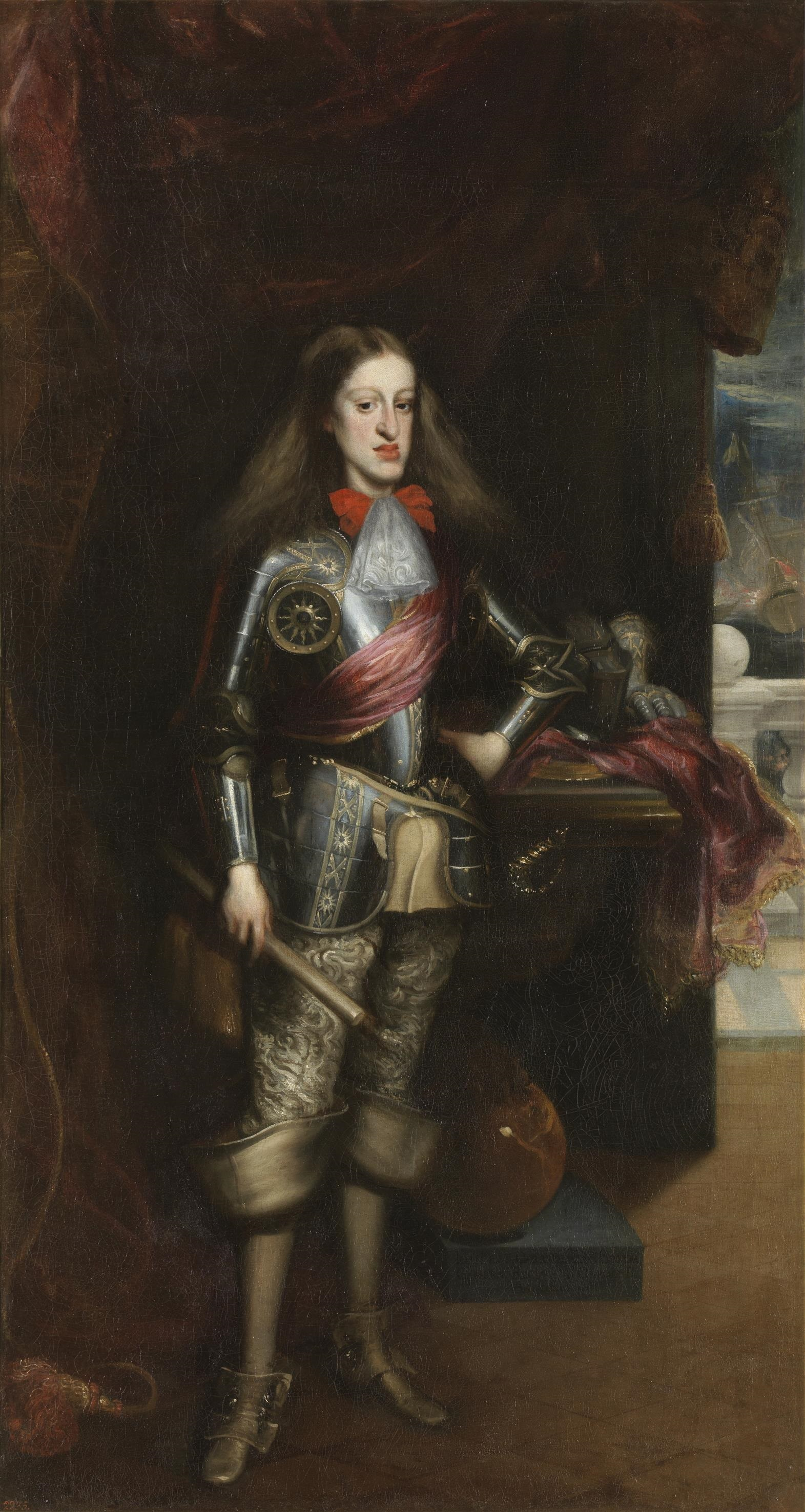
Juan Carreño de Miranda: Carlos II, con armadura, 1681, óleo sobre lienzo, 232 x 125 cm. Museo del Prado.

El pleno barroco viene representado por Francisco Rizi (1614-1685), hermano de Juan Ricci y también por Juan Carreño de Miranda (1614-1685). Se considera que Carreño de Miranda es el segundo mejor retratista de su época, detrás de Velázquez; muy conocidos son sus retratos de Carlos II y de la reina viuda, Mariana de Austria. De entre sus discípulos, destaca Mateo Cerezo (1637-1666), admirador de Tiziano y Van Dyck. Otro artista destacado fue José Antolínez, discípulo de Francisco Rizi, aunque con fuerte influencia veneciana y flamenca. Autor de obras religiosas y de género, donde destacan sus Inmaculadas, de influencia velazqueña en la intensidad cromática, con preponderancia de los tonos plateados. Sebastián Herrera Barnuevo, discípulo de Alonso Cano, fue arquitecto, pintor y escultor, destacando en el retrato, con un estilo influido por la escuela veneciana, especialmente Tintoretto y Veronés.
La última gran figura del barroco madrileño es Claudio Coello (1642-1693), pintor de corte. Sus mejores obras, sin embargo, no son los retratos sino las pinturas religiosas, en las que aúna un dibujo y perspectiva velazqueños con una aparatosidad teatral que recuerda a Rubens: La adoración de la Sagrada Forma y El Triunfo de San Agustín.

### La escuela andaluza

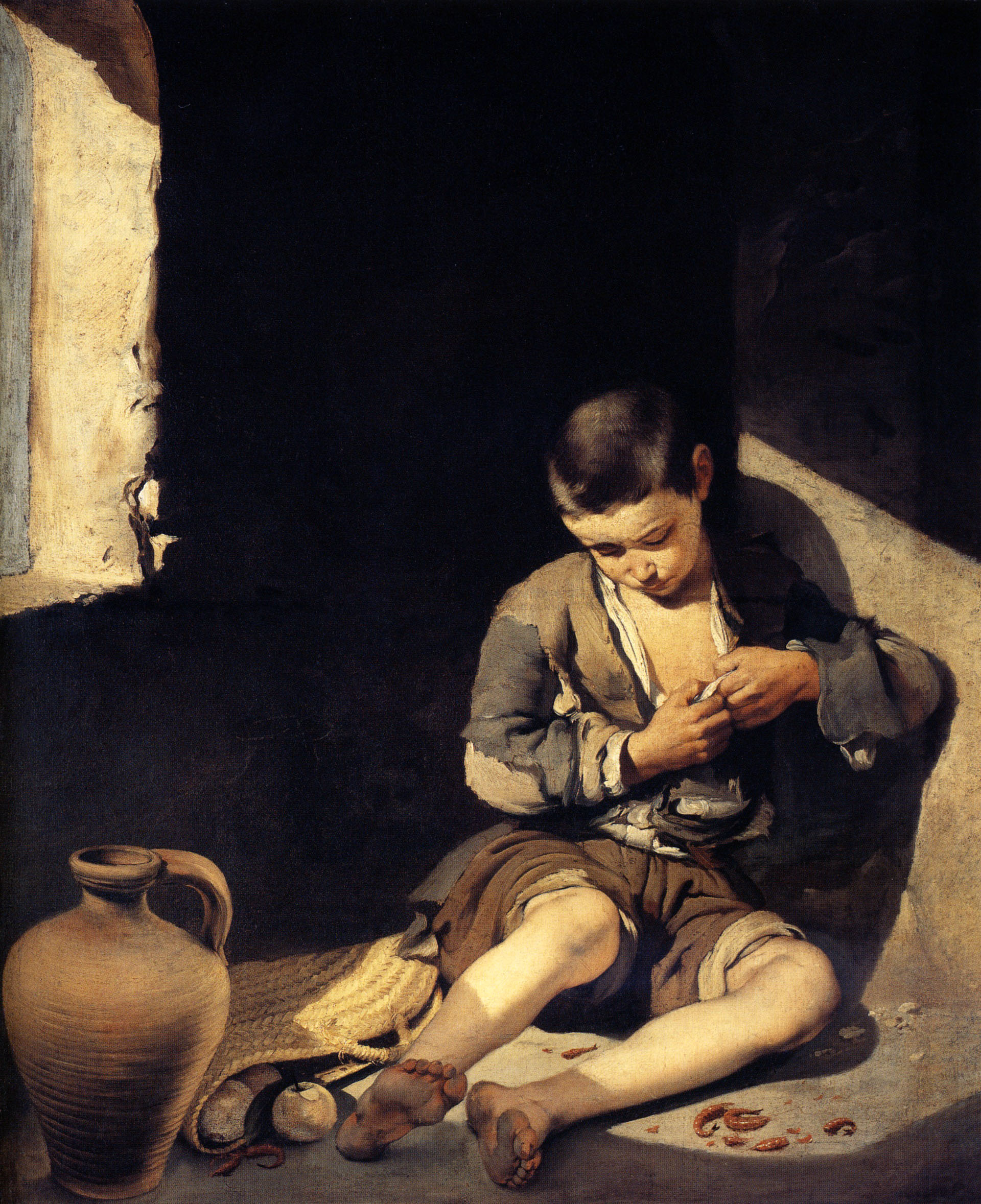
Bartolomé Esteban Murillo: El mendigo o Joven mendigo, h. 1650, óleo sobre lienzo, 134 cm × 110 cm, Museo del Louvre.

Una tercera época dentro de la escuela andaluza, en particular la sevillana, está representada por Murillo y Valdés Leal, fundadores en 1660 de una academia que afilió a una pléyade de pintores. A Bartolomé Esteban Murillo (1618-1682) se le recordó en el siglo XIX sobre todo por sus Inmaculadas y sus representaciones blandas, sentimentales, del Niño Jesús, pero en la Europa de su tiempo fue muy popular como pintor de escenas de género con pilluelos que viven su pobreza con dignidad (Niños comiendo fruta, Niño mirando por la ventana). Su obra presenta una evolución, siendo cada vez menos tenebrista. A su primera época pertenece la conocida Sagrada Familia del Pajarito y el ciclo del Convento de San Francisco de Sevilla. Posteriormente su técnica se fue aligerando, enriqueciendo el colorido y adoptando una pincelada más suelta. Murillo procuró representar imágenes de gusto burgués, suaves, sin violencias ni dramatismos y eludiendo en todo momento los aspectos desagradables de la vida. Dentro de la obra religiosa de Murillo, cabe mencionar también: El Niño Jesús del corderito, El Buen Pastor, El martirio de San Andrés, Rebeca y Eliezer, La Anunciación, Santas Justa y Rufina y las varias versiones de la Inmaculada Concepción, imagen para la que creó un modelo iconográfico que se continuó imitando en Sevilla durante un siglo, además de los excepcionales medios puntos pintados para la iglesia sevillana de Santa María la Blanca, con El sueño del patricio. Realizó asimismo retratos al estilo elegante de Van Dyck.
Por su parte, Juan de Valdés Leal (1622-1690) es conocido sobre todo por los dos cuadros llamados las Postrimerías pintados para el Hospital de la Caridad de Sevilla, grandes composiciones en las que se representa el triunfo de la Muerte (alegóricamente representada por esqueletos y calaveras) sobre las vanidades del mundo (simbolizadas en armaduras y libros). Encontraría su paralelismo en la literatura ascética de la época, e incluso en temas medievales que se ocupan del poder igualatorio de la muerte, pues la muerte no hace distinciones entre estados, como ocurría en las danzas de la Muerte. Su estilo es fogoso, sirviéndose de pinceladas gruesas y sueltas y primando el color sobre el dibujo.

## ElsigloXVIII

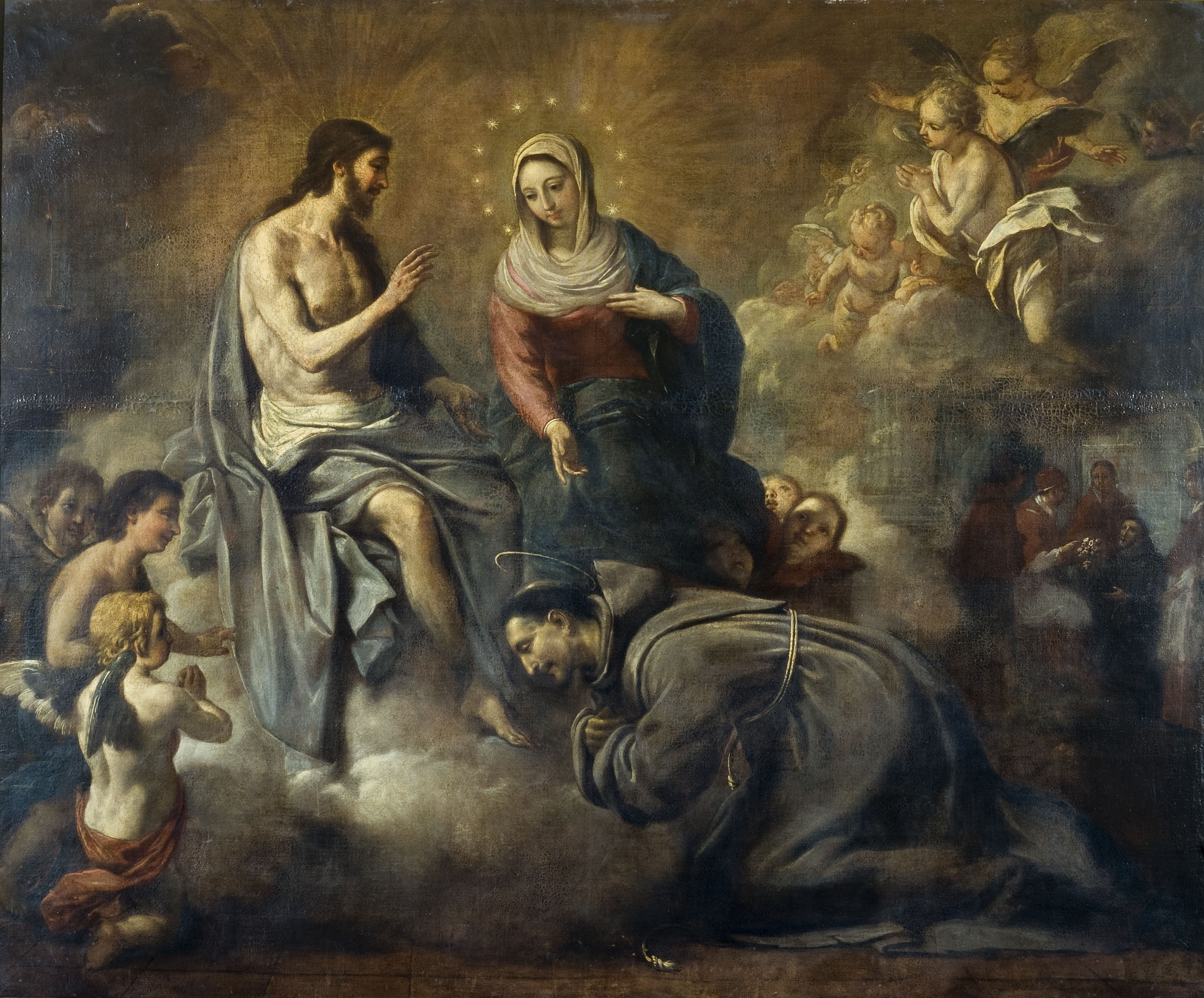
Jesús concede a San Francisco la indulgencia de la Porciúncula, de Antonio Viladomat.

Durante las primeras décadas del siglo XVIII perduraron las formas barrocas en la pintura, hasta la irrupción del estilo rococó, de influencia francesa, a mediados de siglo. La llegada de los Borbones supuso una gran afluencia de artistas extranjeros a la corte, como Jean Ranc, Louis-Michel Van Loo y Michel-Ange Houasse. Sin embargo, en las zonas periféricas continuó la labor iniciada por las principales escuelas seiscentistas: en Sevilla, por ejemplo, los discípulos de Murillo continuaron su estilo casi hasta 1750. Cabe remarcar que fuera de la corte, el clero y la nobleza regional se mantuvieron fieles a la estética barroca, existiendo una continuidad ininterrumpida de las formas artísticas hasta bien entrado el siglo XVIII.
Una figura de transición fue Acisclo Antonio Palomino, que, nacido en 1655, vivió hasta 1726, por lo que realizó una intensa labor en ambos siglos. Iniciado en la carrera eclesiástica, la abandonó por la pintura, trasladándose de su Córdoba natal a Madrid en 1678, donde estudió con Carreño y Claudio Coello. En 1688 obtuvo el título de pintor del rey, recibiendo el encargo de pintar las bóvedas de la capilla del Ayuntamiento de Madrid (1693-1699). Colaboró estrechamente con Luca Giordano, del que aprendió el estilo barroco pleno italiano. Entre 1697 y 1701 realizó los frescos de la iglesia de los Santos Juanes en Valencia, y entre 1705 y 1707 decoró el Convento de San Esteban de Salamanca. Sus inicios se enmarcaron en un estilo cercano al de la escuela madrileña, con especial influencia de Coello, pero tras su contacto con Giordano se aclaró su paleta, realizando composiciones donde demuestra su gran dominio del escorzo.
Otra figura de relevancia fue Miguel Jacinto Meléndez, ovetense instalado en Madrid, donde conoció a Palomino, como él nombrado pintor del rey en 1712. Fue retratista, realizando numerosos retratos de Felipe V y sus hijos, pero se dedicó principalmente a la pintura religiosa, influida por Coello y Rizi, con un gran refinamiento y delicado colorido que apuntan al rococó: Anunciación (1718), Sagrada Familia (1722).
En el ámbito valenciano José Vergara Gimeno (1726-1799) asimiló la estela tardobarroca de Palomino, especialmente en sus grandes composiciones al fresco, actualizando las fórmulas ya consagradas por Juan de Juanes y los Ribalta y creando otras nuevas con las que se introduce en la estética neoclásica, a la que también pertenece la Real Academia de Bellas Artes de San Carlos que fundó (1768) junto con su hermano Ignacio y que dará dignidad a los estudios reglados.
Por último, cabría mencionar al catalán Antonio Viladomat, que acusó su colaboración con el pintor italiano Ferdinando Galli Bibbiena en la época en que Barcelona fue sede de la corte del archiduque Carlos de Austria, pretendiente a la corona española. Por su influjo el estilo de Viladomat fluctuó entre una curiosa pervivencia del naturalismo seiscentista y el pleno barroco. Destacan sus pinturas en la Capilla de los Dolores de Mataró (1722) y la serie sobre la vida de San Francisco del Museo Nacional de Arte de Cataluña (1727). También realizó bodegones y escenas de género, como las Cuatro Estaciones del Museo Nacional de Arte de Cataluña.

## Pintura barroca en los Virreinatos españoles de América

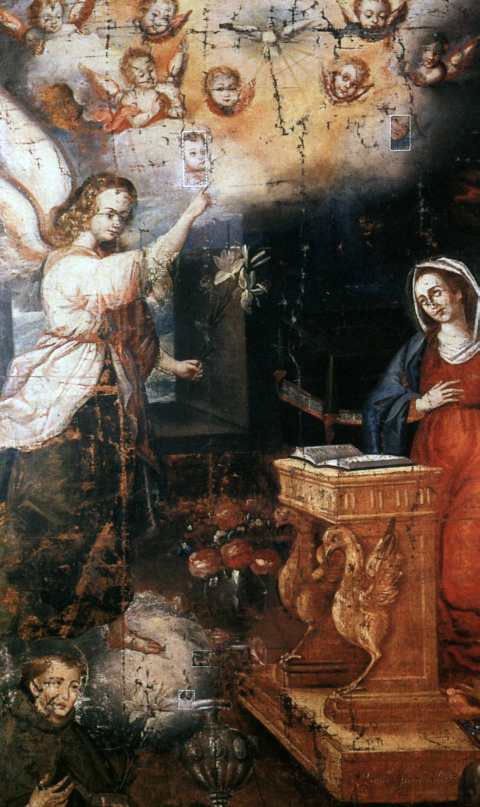
La anunciación de la Virgen, de Luis de Riaño (1632).

Las primeras influencias fueron del tenebrismo sevillano, principalmente de Zurbarán –algunas de cuyas obras aún se conservan en México y Perú–, como se puede apreciar en la obra de los mexicanos José Juárez y Sebastián López de Arteaga, y del boliviano Melchor Pérez de Holguín. En Cuzco, esta influencia sevillana fue interpretada de modo particular, con abundante uso de oro y una aplicación de estilo indígena en los detalles, si bien inspirándose por lo general en estampas flamencas. La Escuela cuzqueña de pintura surgió a raíz de la llegada del pintor italiano Bernardo Bitti en 1583, que introdujo el manierismo en América. Destacó la obra de Luis de Riaño, discípulo del italiano Angelino Medoro, autor de los murales del templo de Andahuaylillas. También destacaron los pintores indios Diego Quispe Tito y Basilio Santa Cruz Puma Callao, así como Marcos Zapata, autor de los cincuenta lienzos de gran tamaño que cubren los arcos altos de la Catedral de Cuzco.
En el siglo XVIII los retablos escultóricos empezaron a ser sustituidos por cuadros, desarrollándose notablemente la pintura barroca en América. Igualmente, creció la demanda de obras de tipo civil, principalmente retratos de las clases aristocráticas y de la jerarquía eclesiástica. La principal influencia será la de Murillo, y en algún caso –como en Cristóbal de Villalpando– la de Valdés Leal. La pintura de esta época tiene un tono más sentimental, con formas más dulces y blandas. Destacan Gregorio Vázquez de Arce en Colombia, y Juan Rodríguez Juárez y Miguel Cabrera en México.
El periodo de mayor apogeo se dio entre 1650 y 1750, época en que aparecen una serie de maestros trabajando en México, Colombia, Ecuador, Perú y Bolivia. La cultura barroca demostró una gran pasión por los temas mitológicos, especialmente en las pinturas de los arcos triunfales que se construían para la entrada de los virreyes y otros grandes personajes. Otros temas de gran interés fueron los dedicados a la iconografía de la Biblia, impulsada por el espíritu de la Contrarreforma. La ciudad de Quito tomó protagonismo bajo el patronazgo de las órdenes religiosas de dominicos y jesuitas.